# Maurice Prendergast
Maurice Brazil Prendergast (St. John's, 10 ottobre 1858 – New York, 1º febbraio 1924) è stato un pittore statunitense.

## Biografia
Maurice Brazil Prendergast nacque a St. John's il 10 ottobre 1858.
Nel 1868 la famiglia si trasferì a Boston, dove il giovane Maurice fu apprendista da un artista commerciale, facendo cartelloni.

Le strutture piatte e brillantemente colorate dei manifesti pubblicitari ebbero una profonda influenza sul suo stile, caratterizzandone anche i lavori maturi.
Per studiare arte, negli anni '80 si trasferì a Parigi, dove incontrò alcuni artisti inglesi d'avanguardia come Walter Sickert e Aubrey Beardsley.

Conobbe inoltre da vicino lo stile di James Abbott McNeill Whistler, degli impressionisti e dei puntinisti.

Ma furono soprattutto le influenze di Édouard Vuillard e di Pierre Bonnard che spinsero il suo stile verso il post-impressionismo, in cui ampie forme radicalmente semplificate, colorate in modo luminoso e vigoroso, sono disposte in modo quasi ritmico sulla tela.

Diversi critici d'arte descrissero le sue opere come simili ad arazzi e mosaici.
Nel 1898 Prendergast compì un viaggio a Venezia dove ammirò da vicino le deliziose scene di genere di Vittore Carpaccio, che lo incoraggiarono verso disposizioni ancor più complesse e ritmiche.

Divenne anche uno dei primi pittori americani ad ispirarsi al lavoro di Paul Cézanne, in relazione ad un uso espressivo della forma e del colore.

Anche se lavorò principalmente con gli acquerelli, nella maturità si orientò verso opere ad olio che partivano da abbozzi ad acquerello.
Maurice Prendergast morì a New York il 1º febbraio 1924.

## Galleria d'immagini

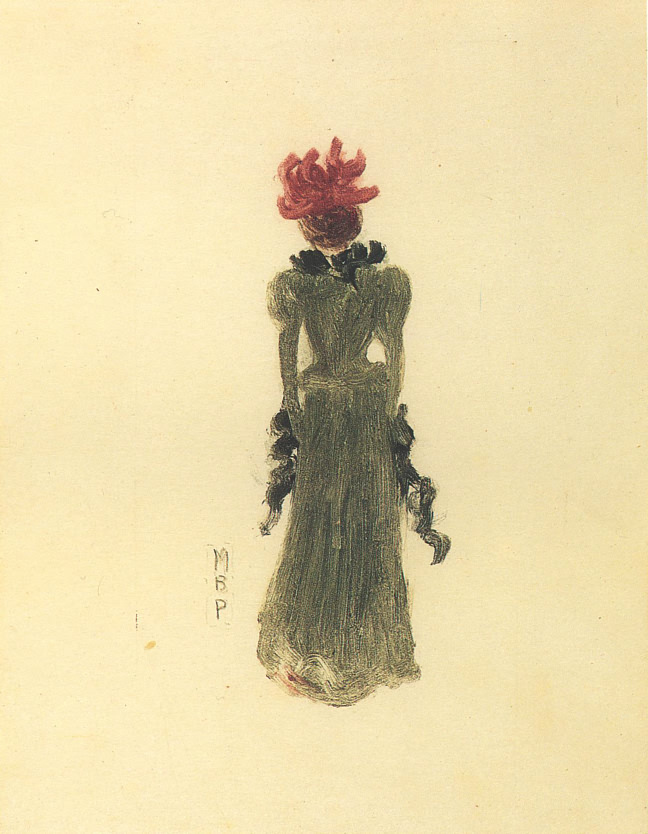
Green Dress (1891-1894)
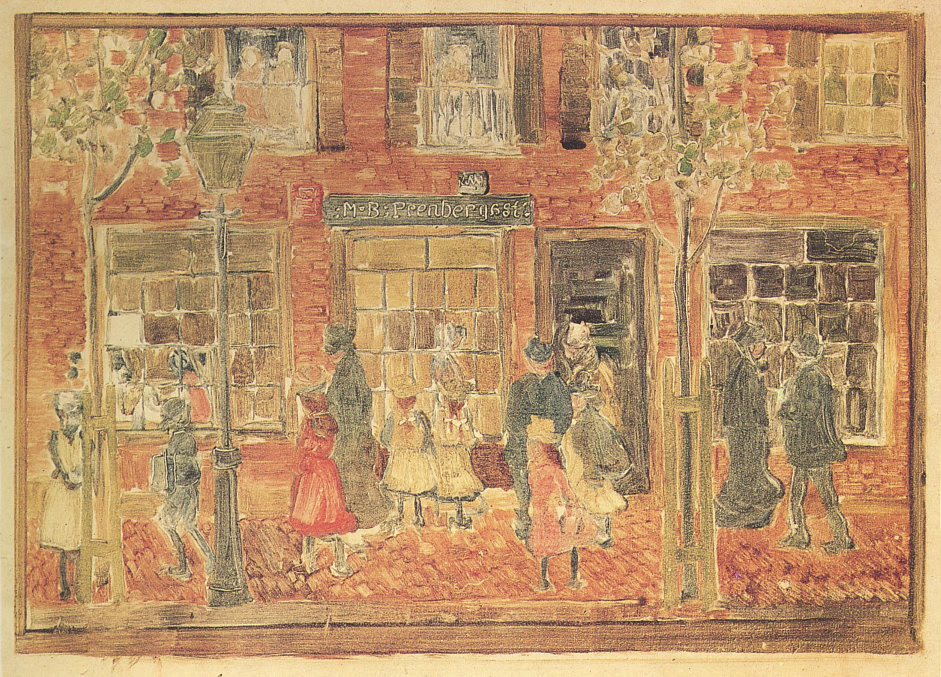
Street Scene (1891-1894)
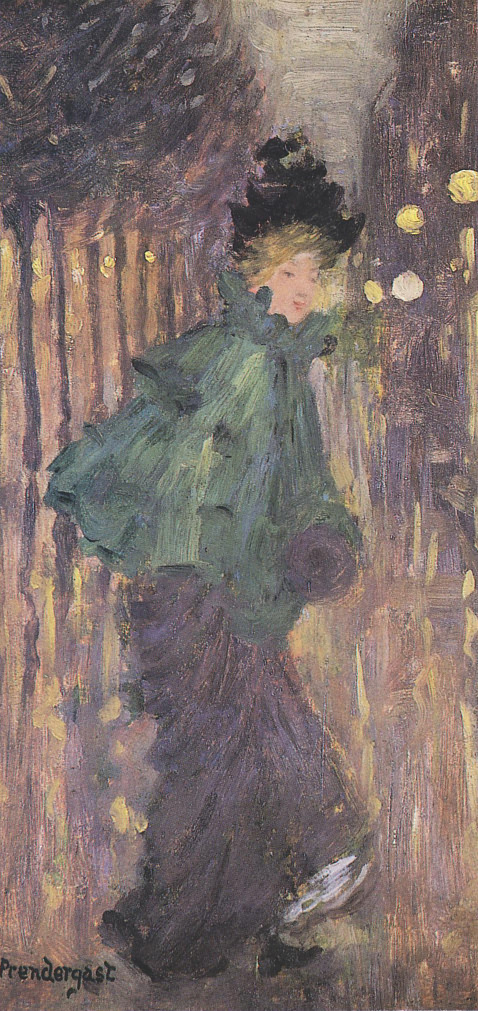
Lady on the Boulevard/The Green Cape (1892)
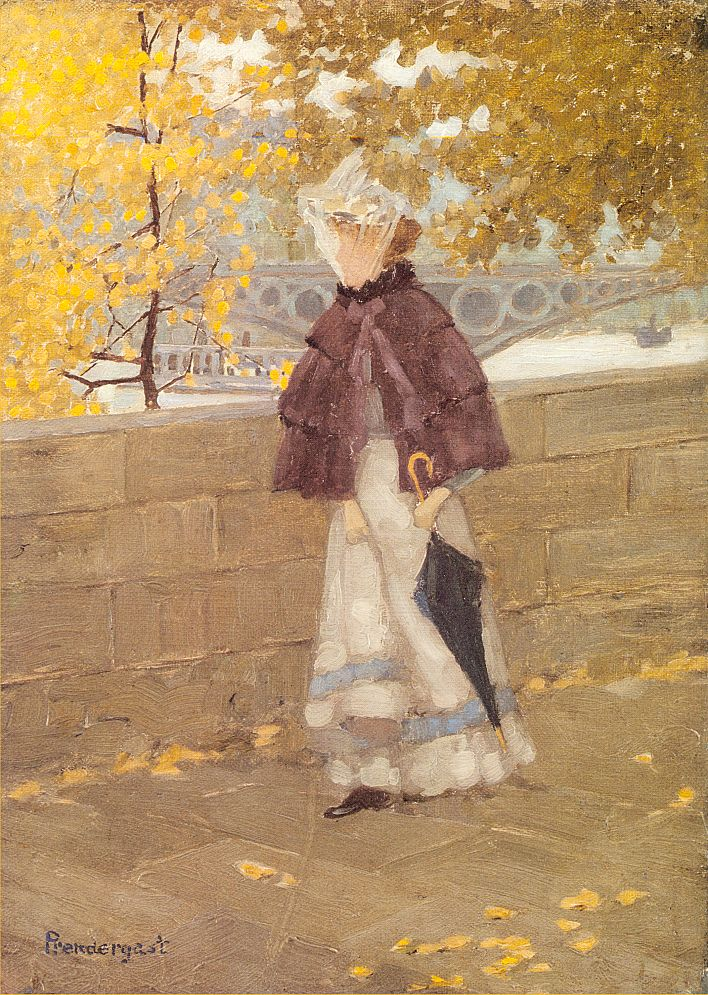
Along the Seine (1892-94)
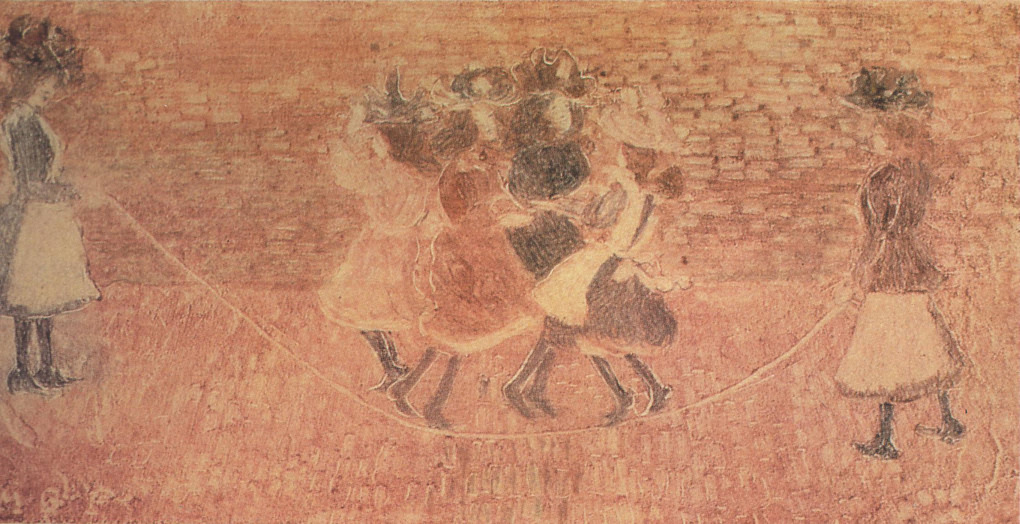
Skipping Rope (1892-1895)
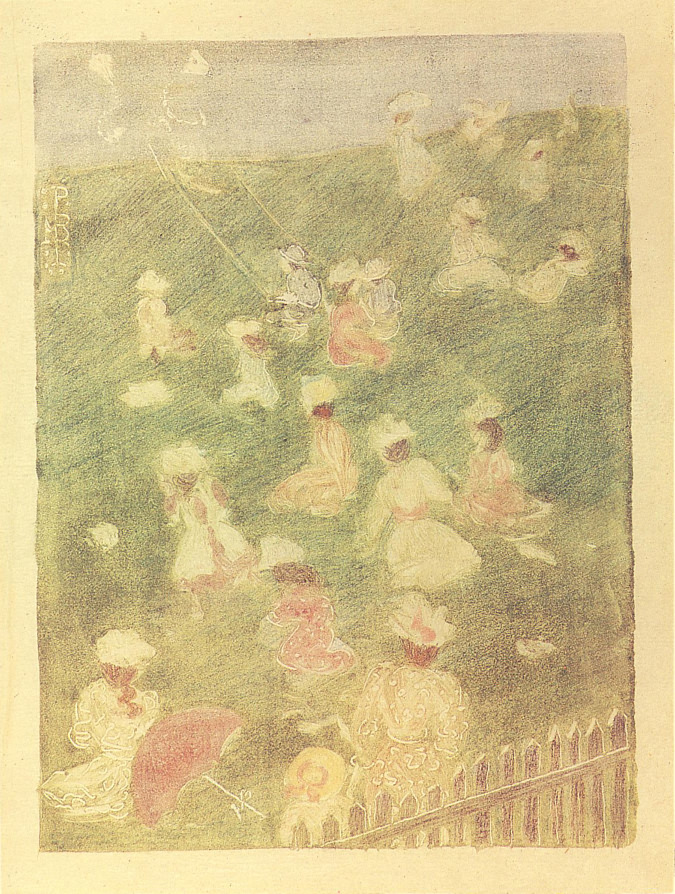
Children at Play (1895)
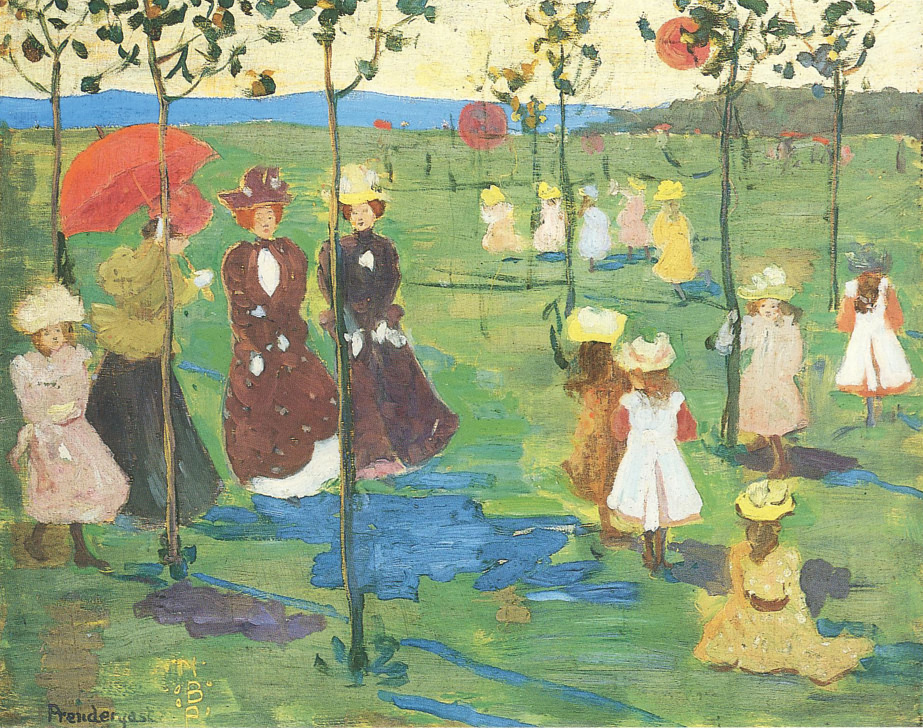
Franklin Park Boston (1895)
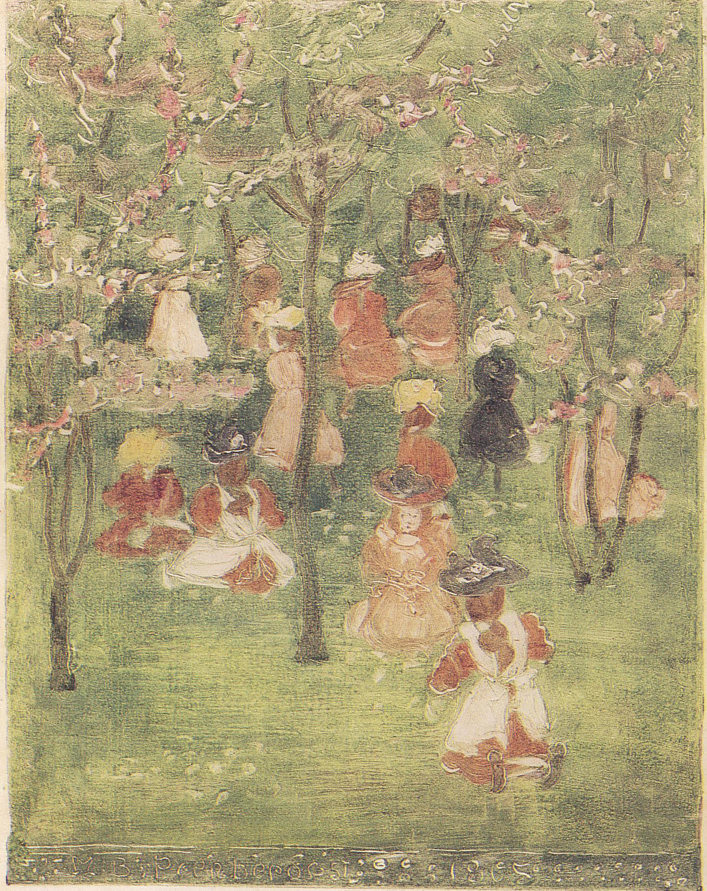
Spring in Franklin Park (1895)
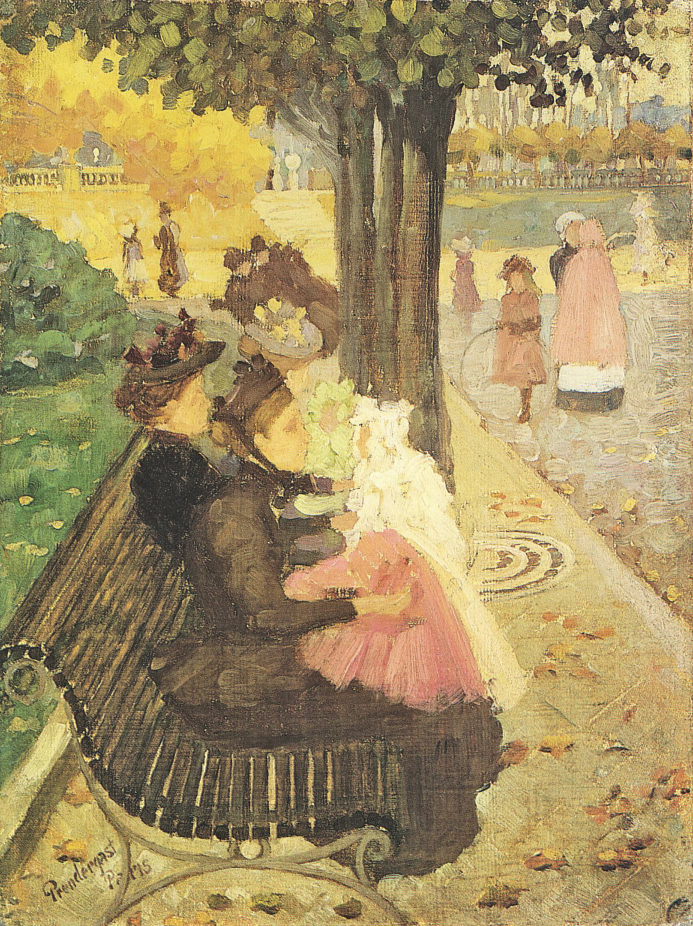
The Tuileries Gardens, Paris (1895)
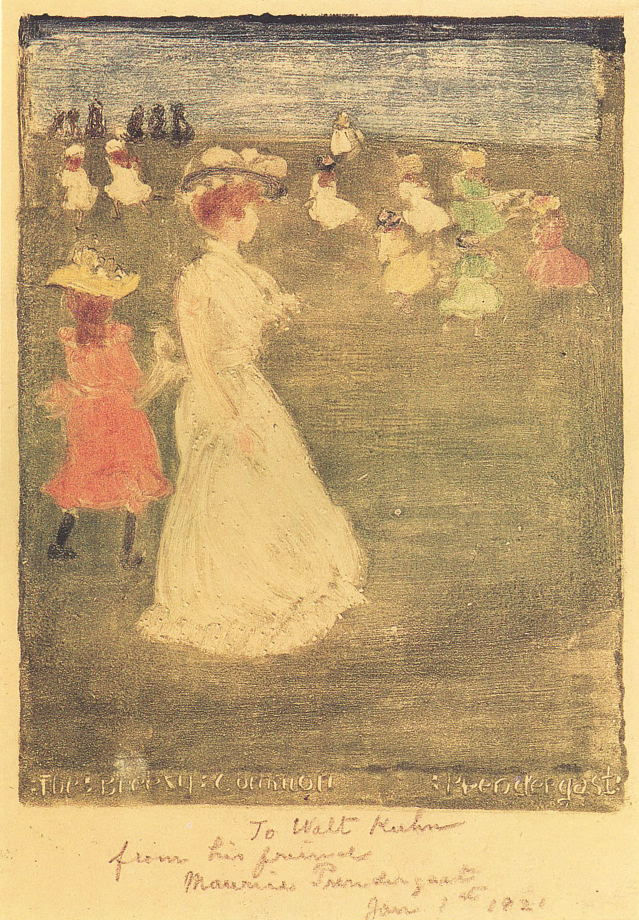
The Breezy Common (1895-1897)
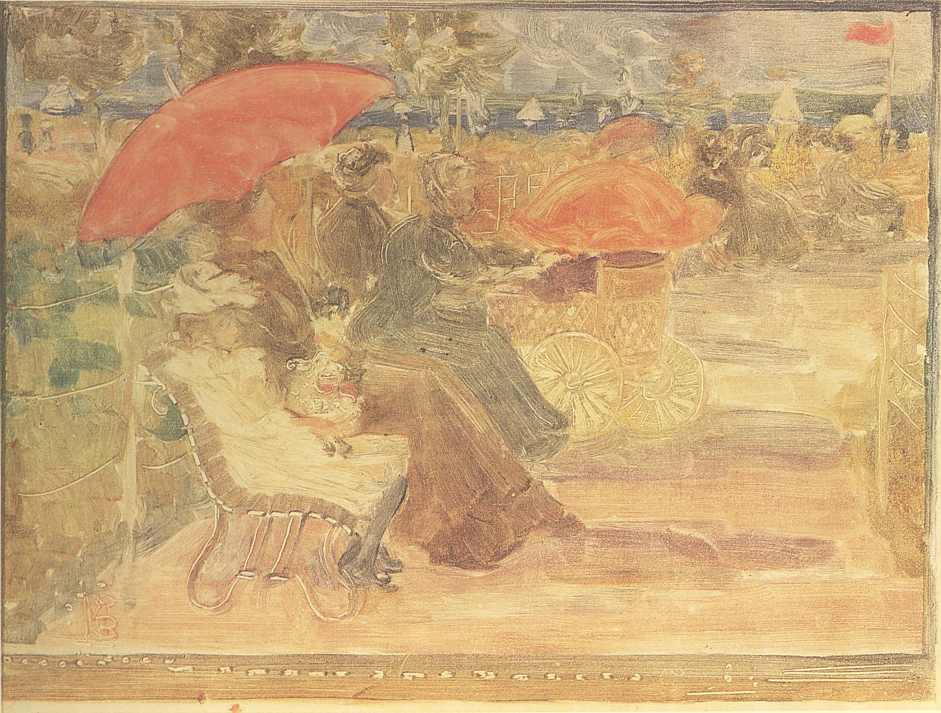
Marine Park (1895-1897)
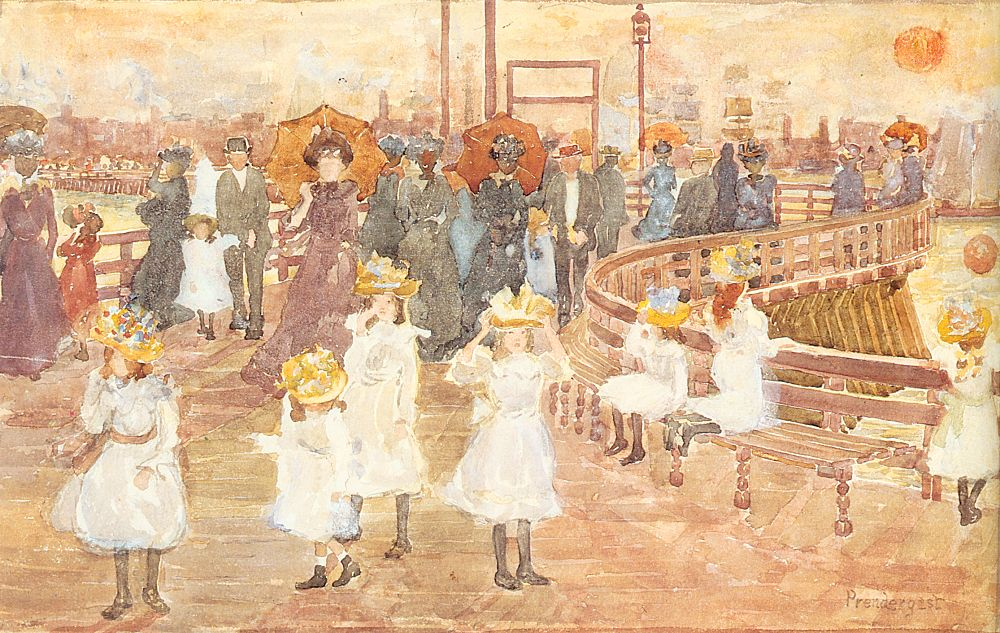
South Boston Pier (1895-97)
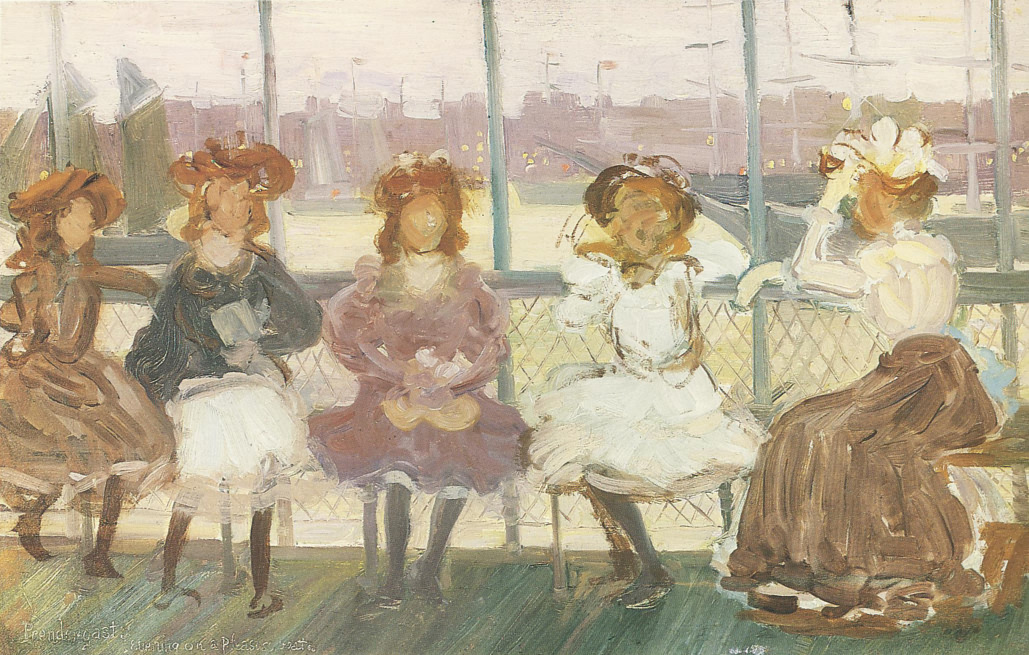
Evening on a Pleasure Boat (1895-1898)
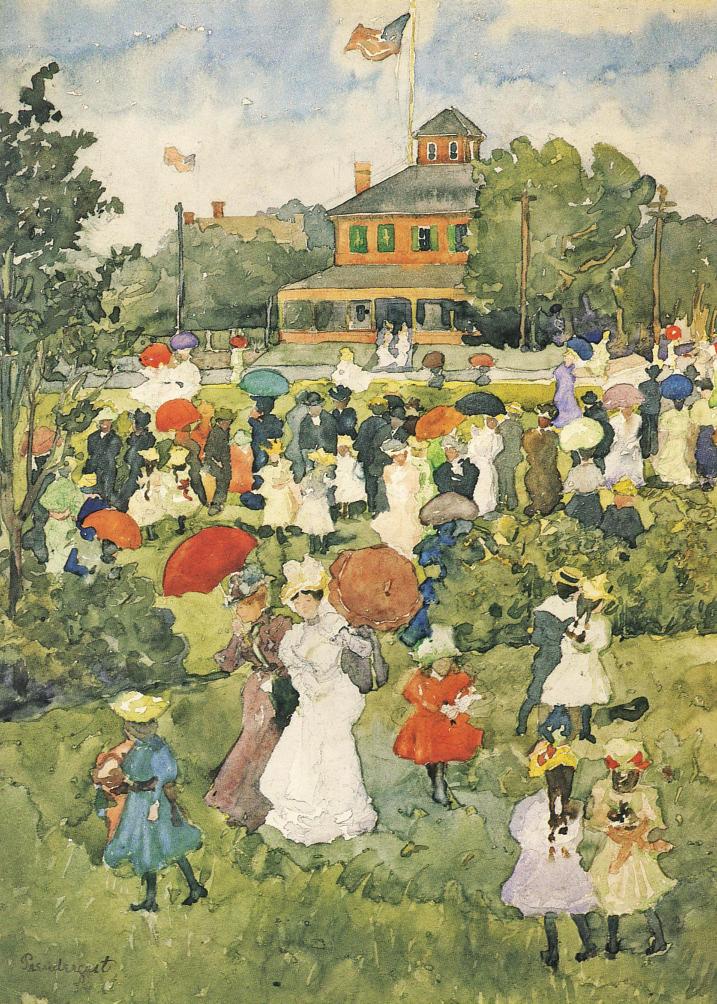
Franklin Park Boston (1895-1898)
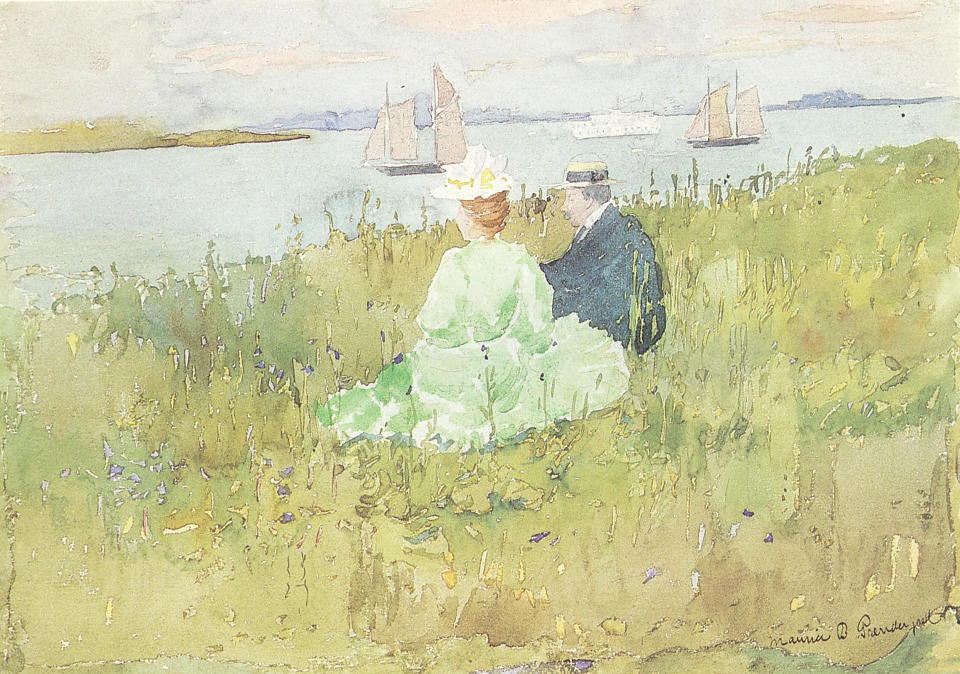
Viewing the Ships (1896)
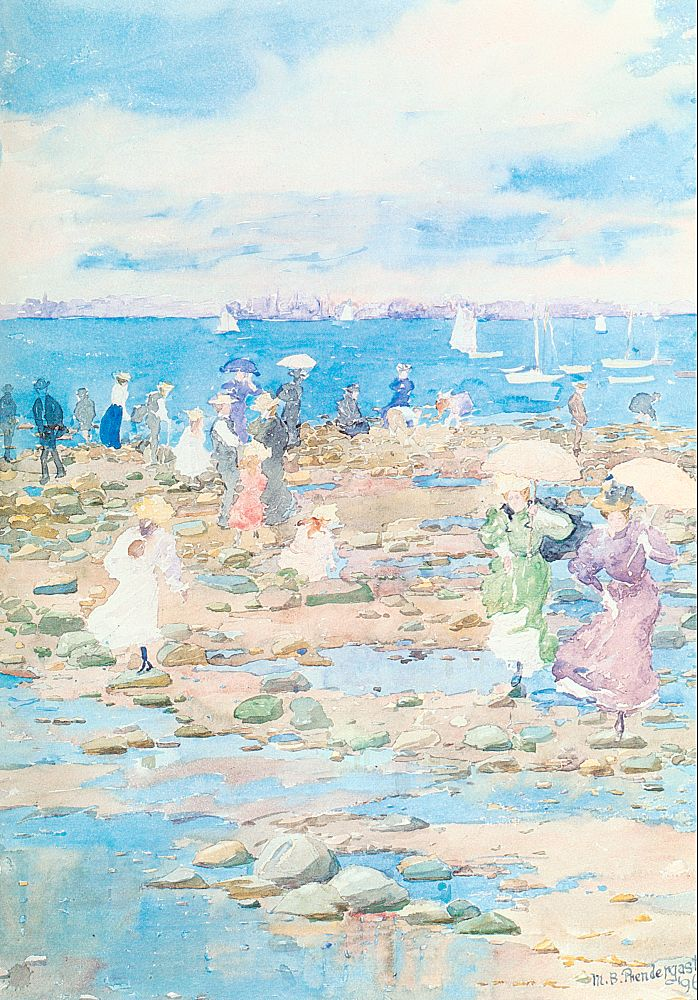
Summer Visitors (1897)
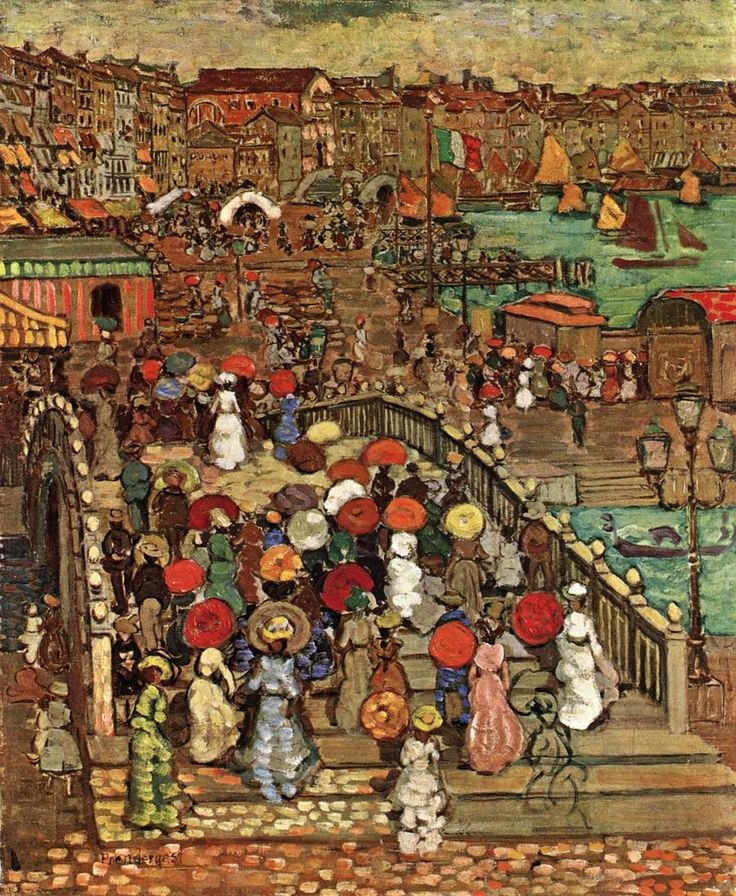
Ponte della Paglia (1898-99)
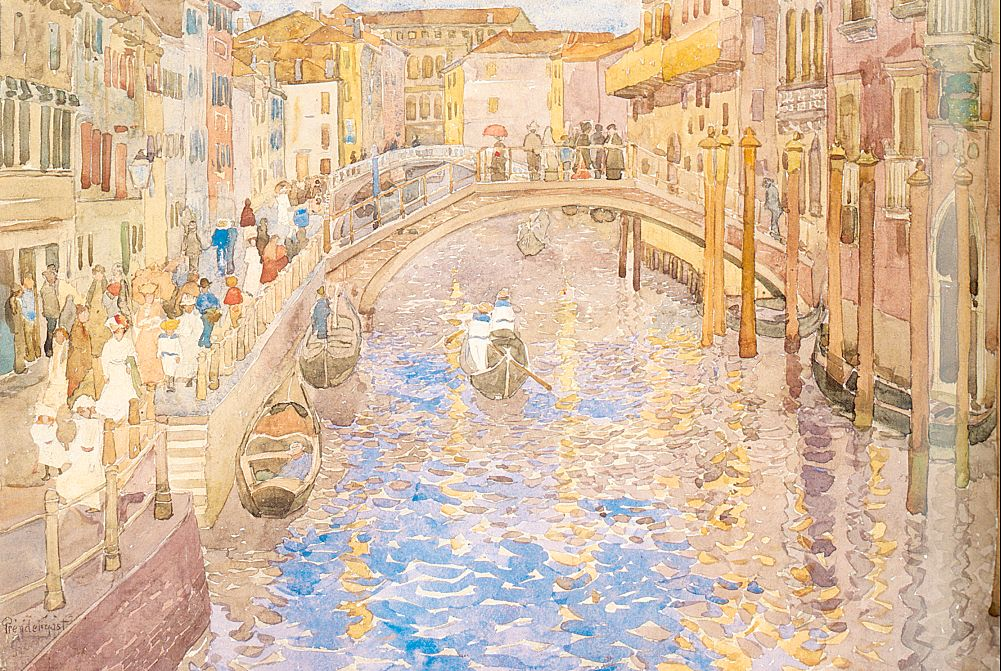
Venetian Canal Scene (1898-99)
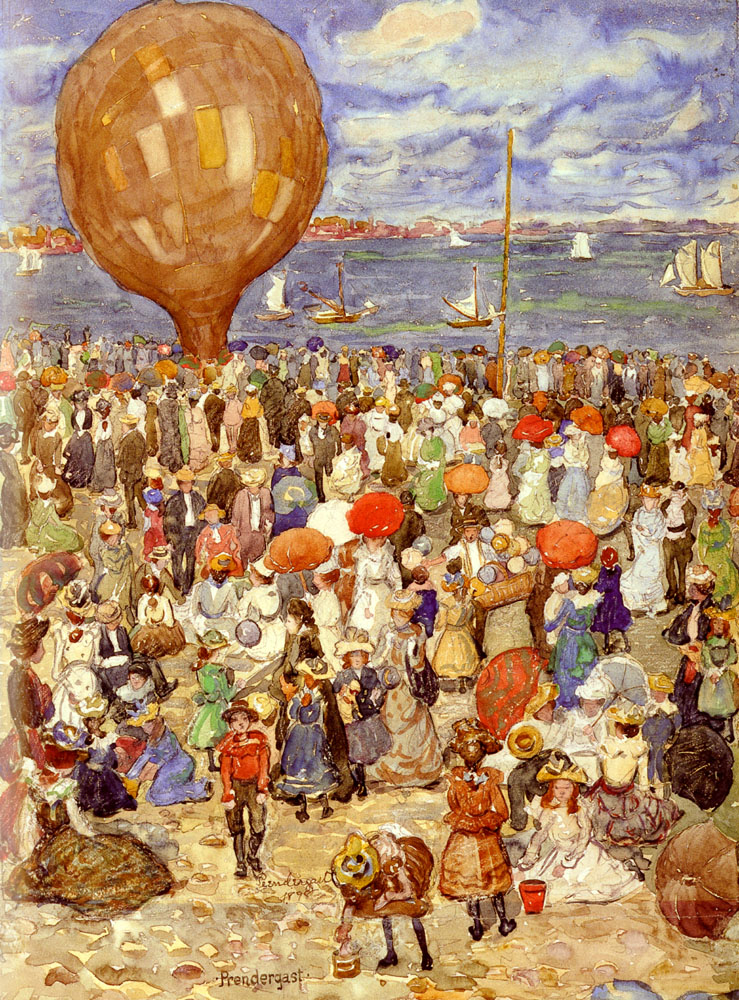
The Balloon (1898)
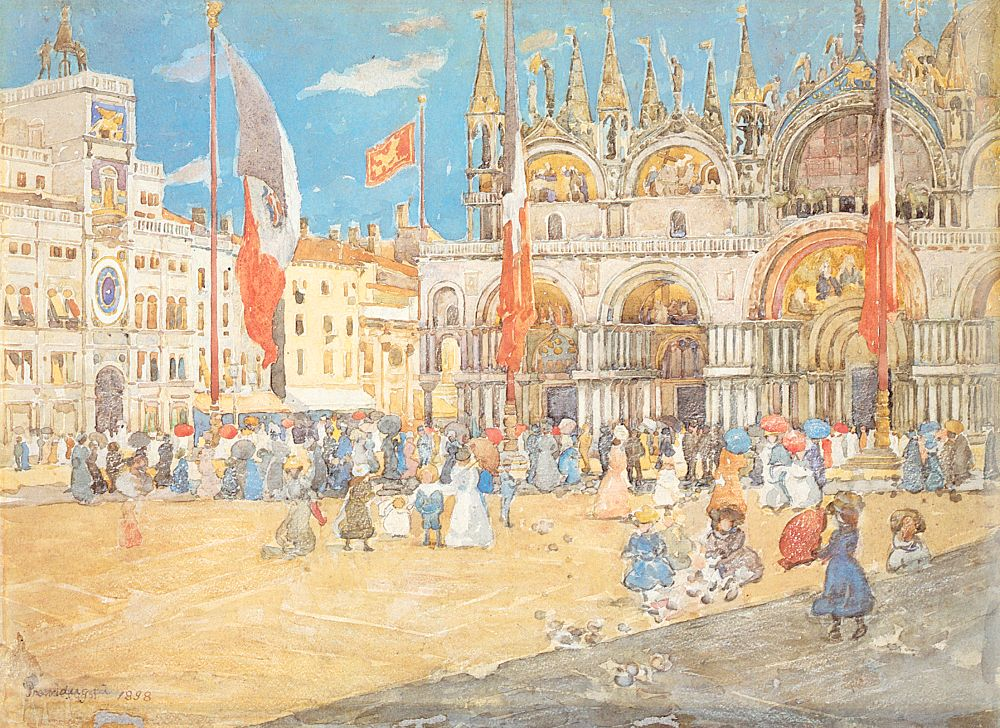
St. Mark's Venice (1898)
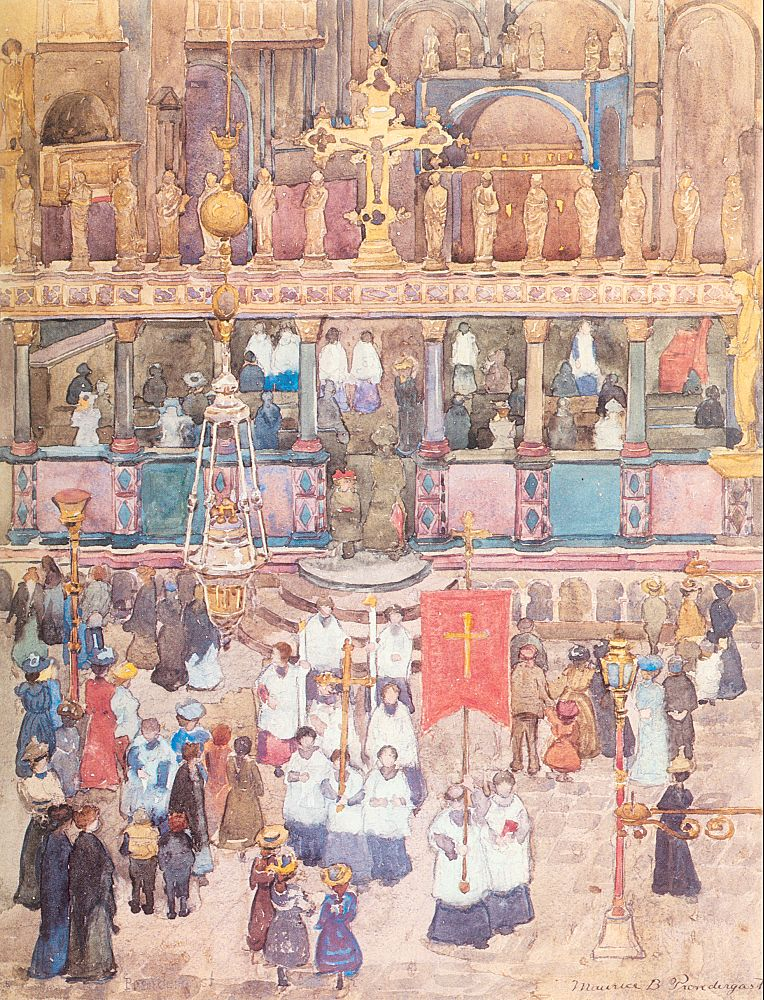
Easter Procession St. Mark's (1898)
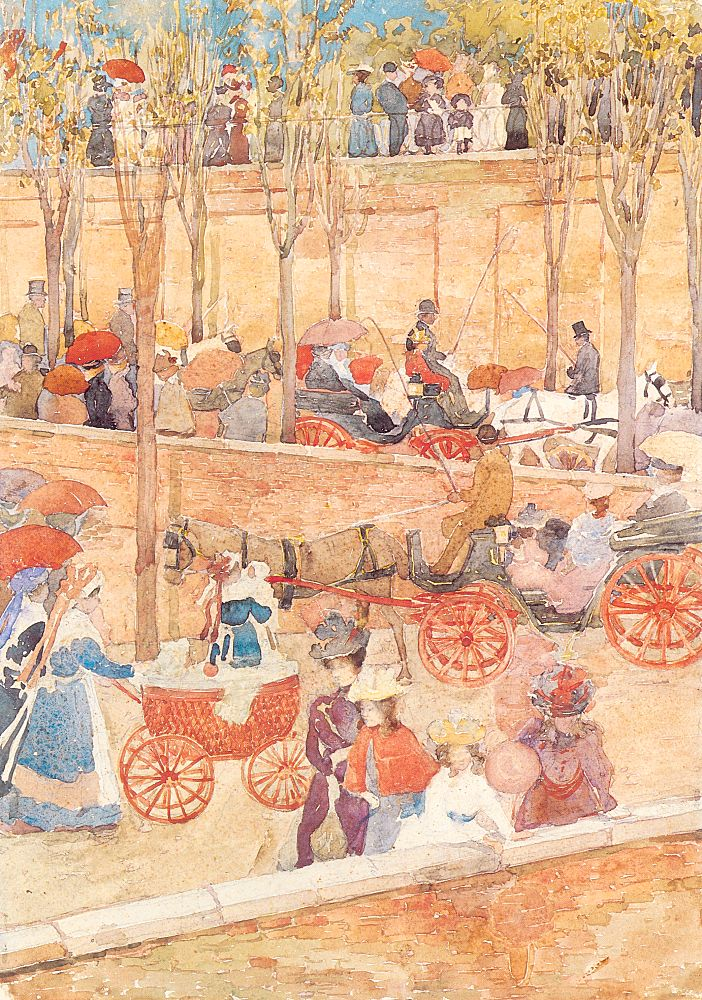
Afternoon. Pincian Hill in Rome (1898-9)
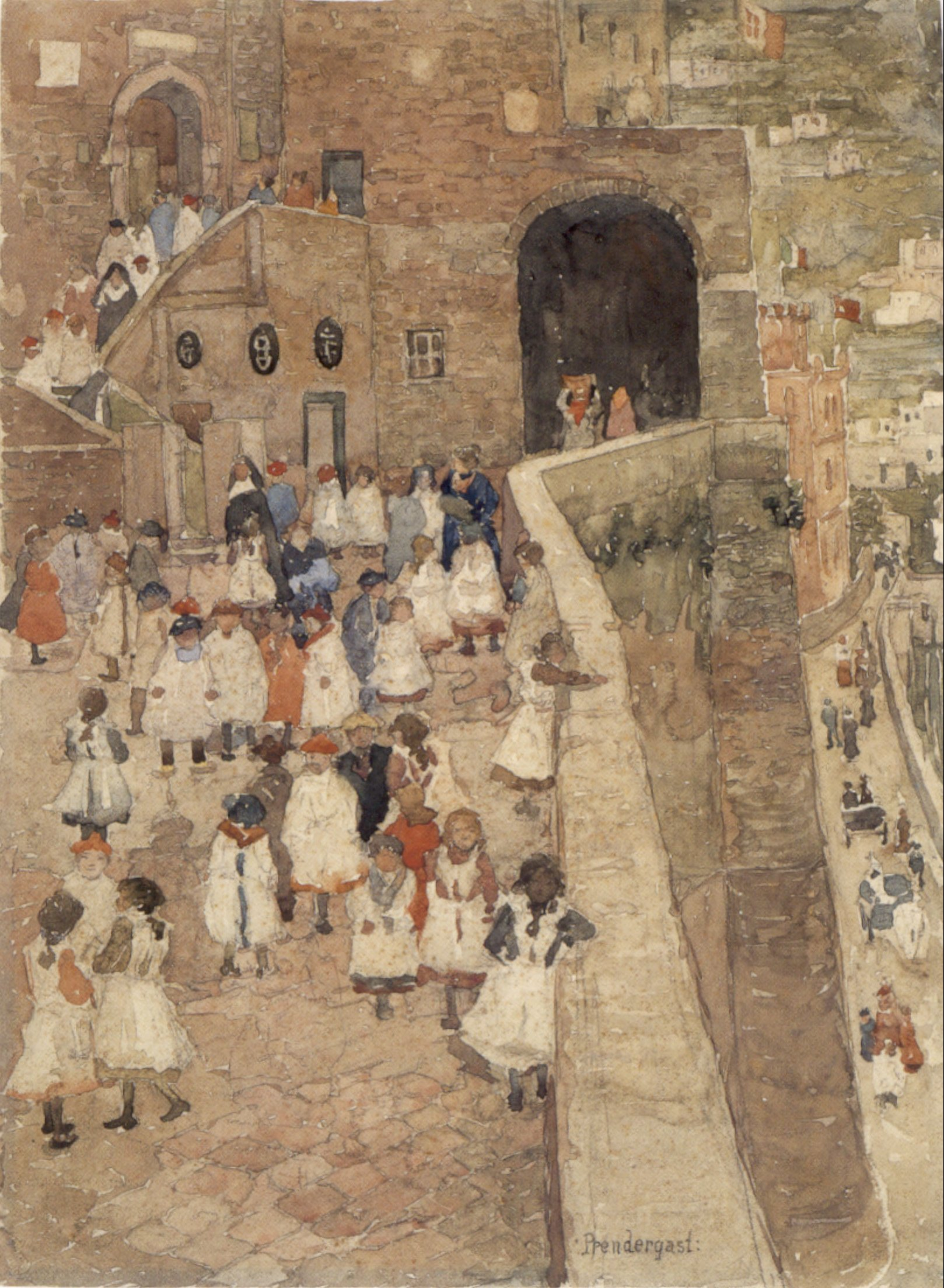
Courtyard Scene, Siena (1898-9)
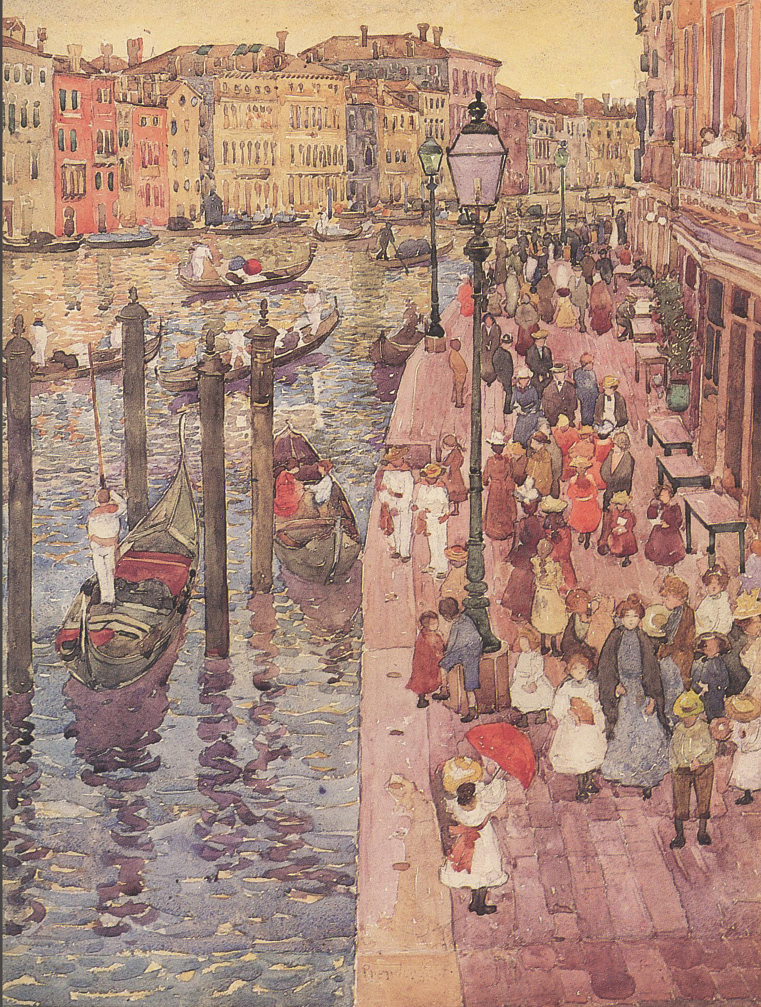
The Grand Canal, Venice (1898-1899)
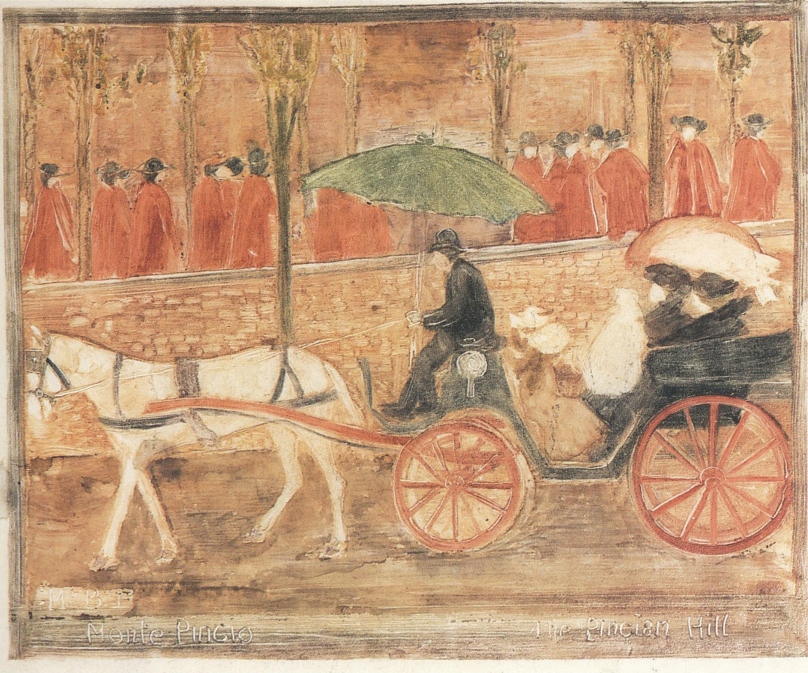
Monte Pincio (1898-1899)
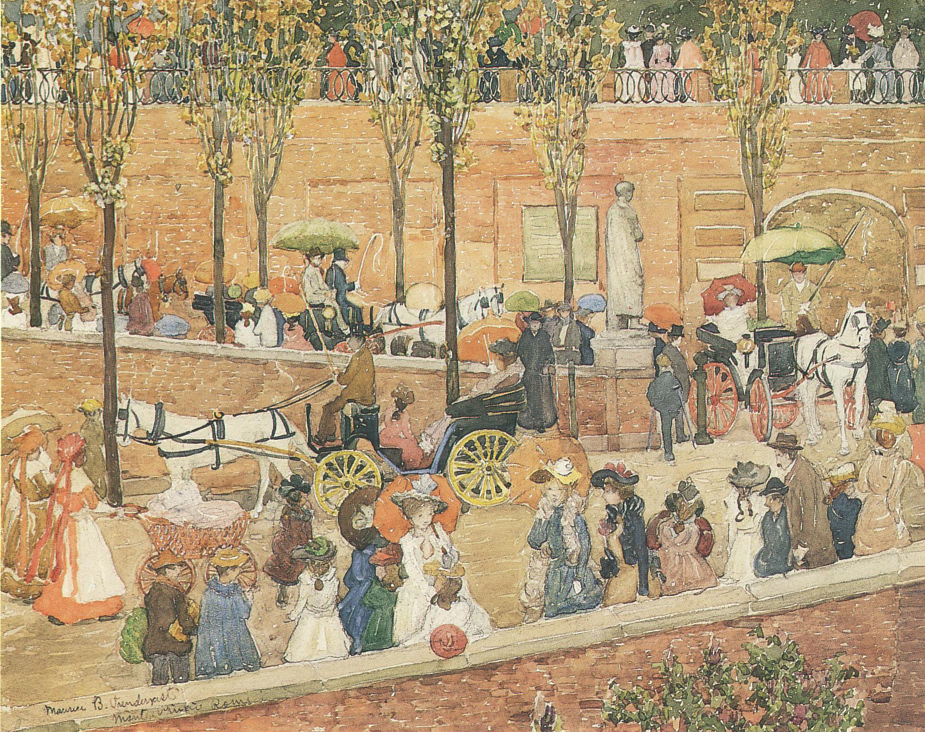
Monte Pincio Rome (1898-1899)
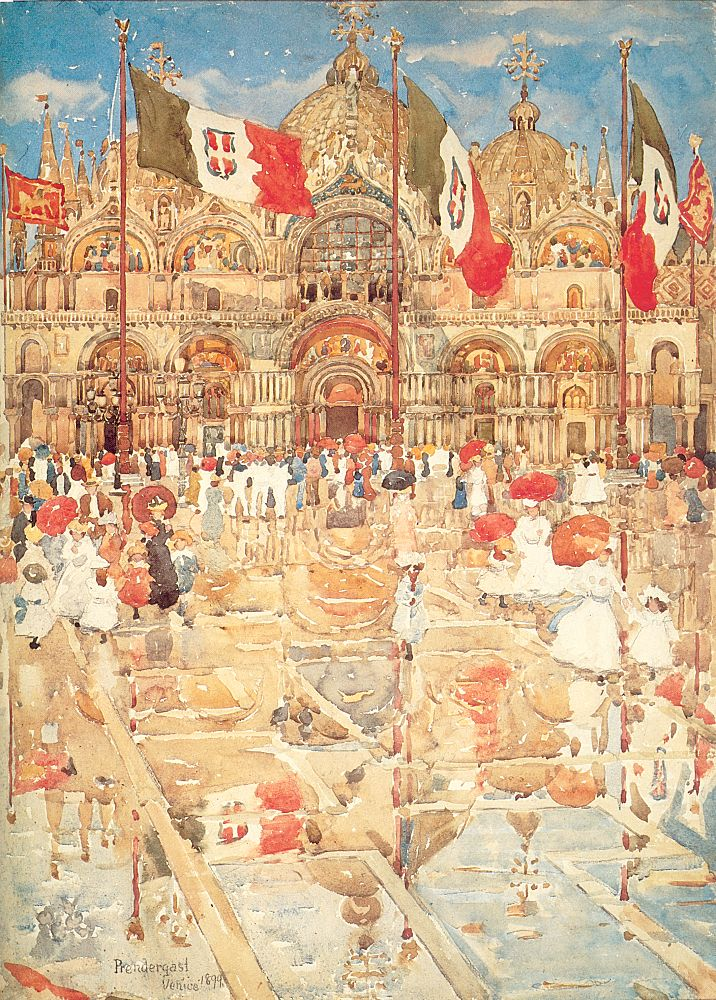
Splash of Sunshine and Rain (1899)
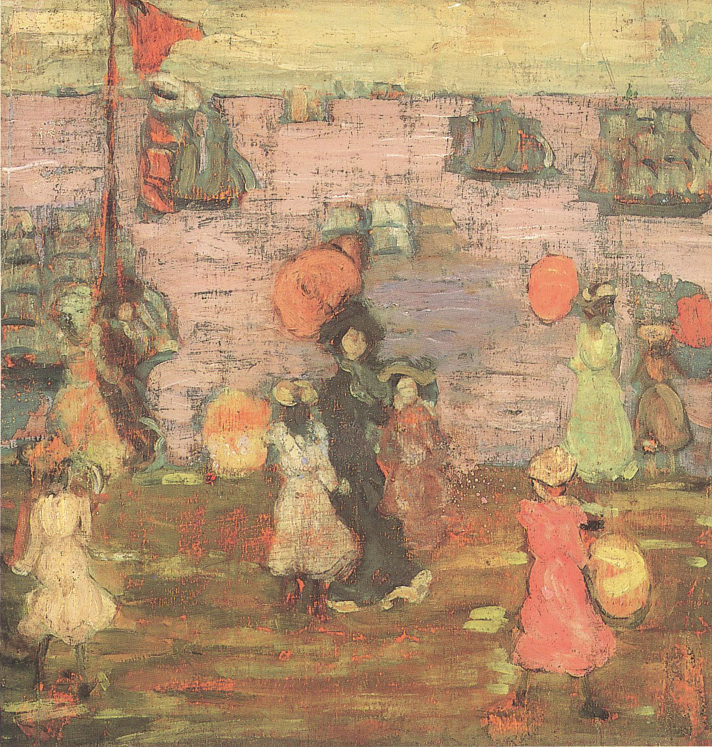
Telegraph Hill (1900)
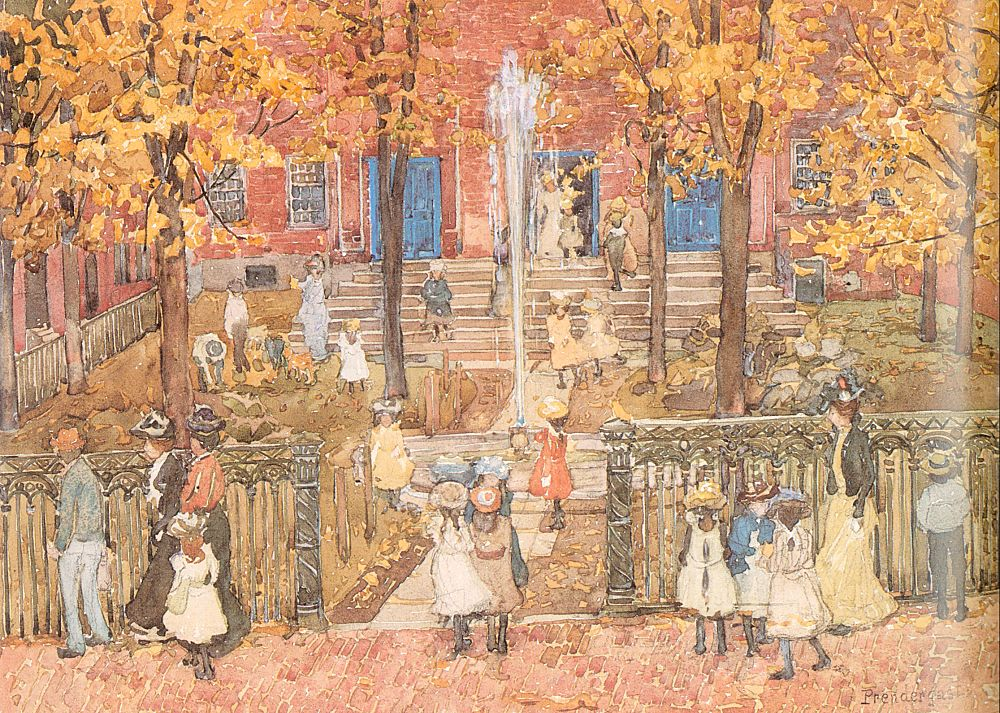
West Church Boston (1900-01)
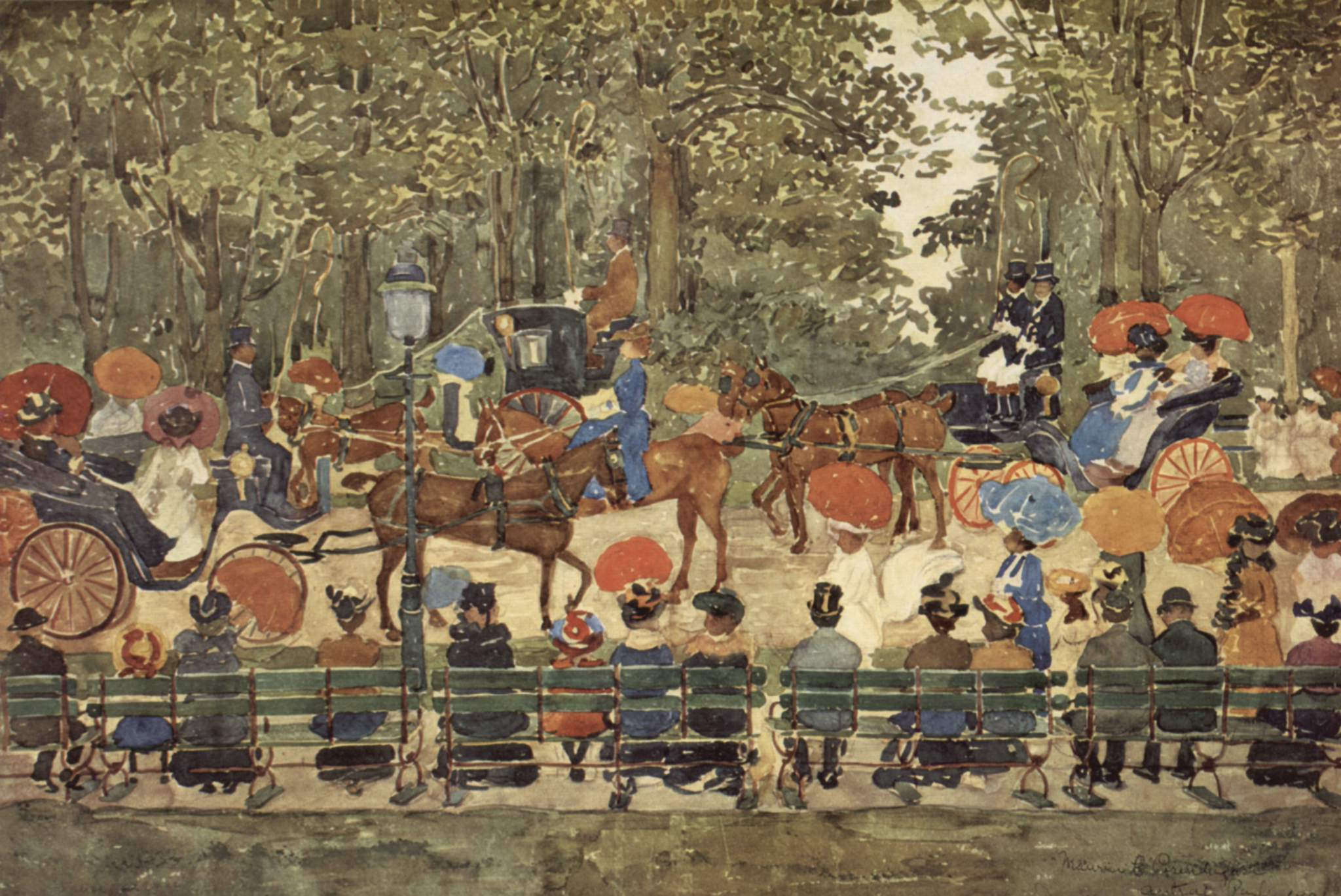
Central Park, New York (1901)
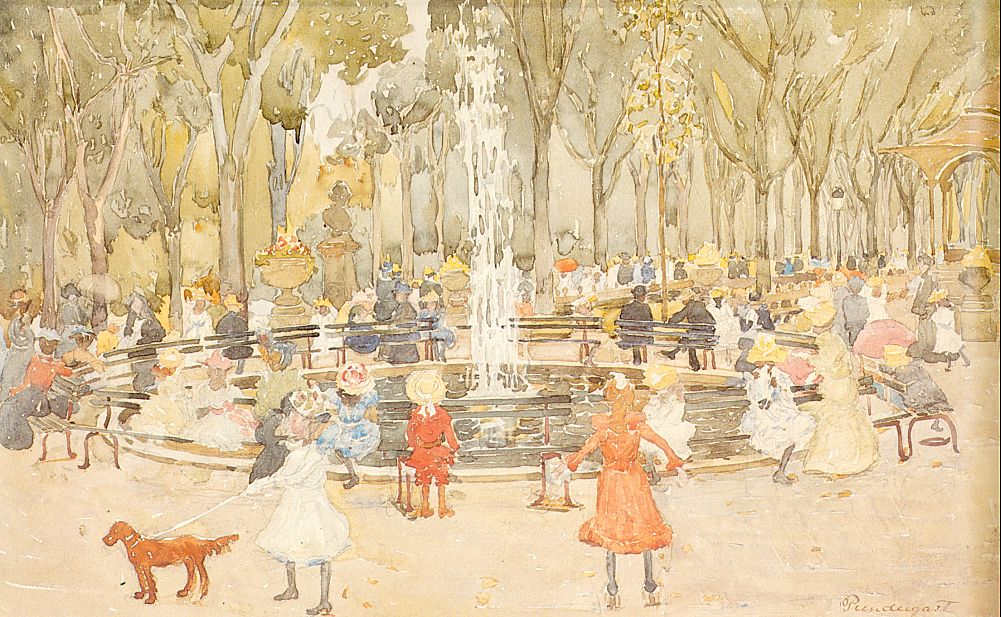
In Central Park New York (1900-03)
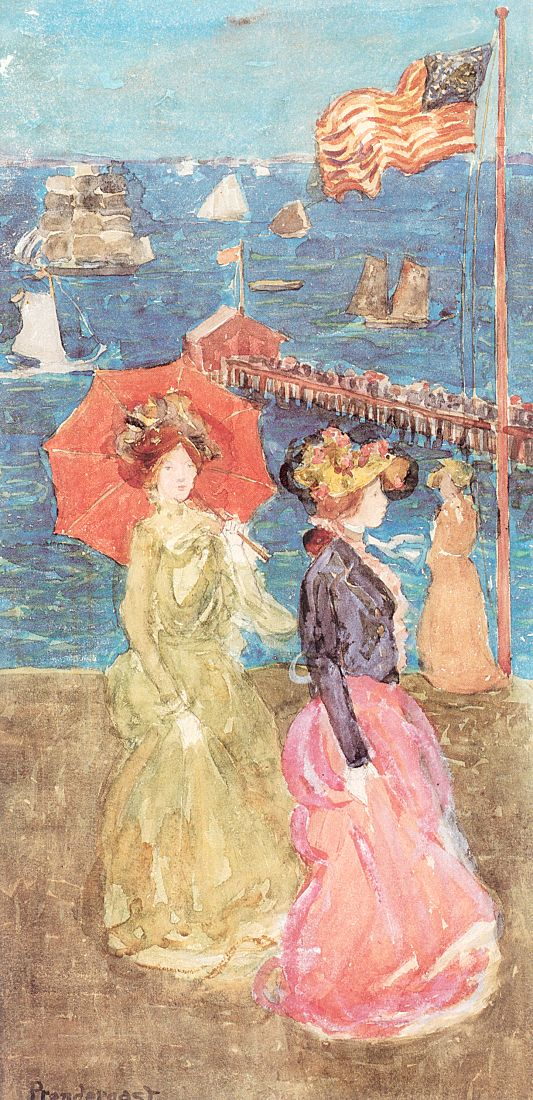
Figures Under the Flag (1900-05)
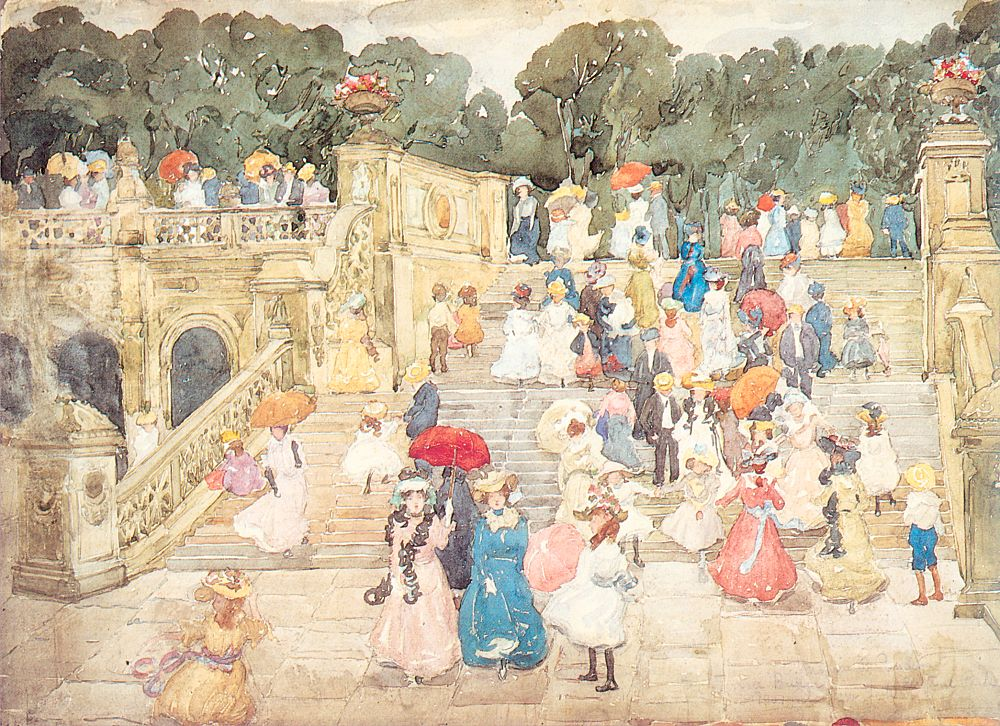
The Mall Central Park (1901)
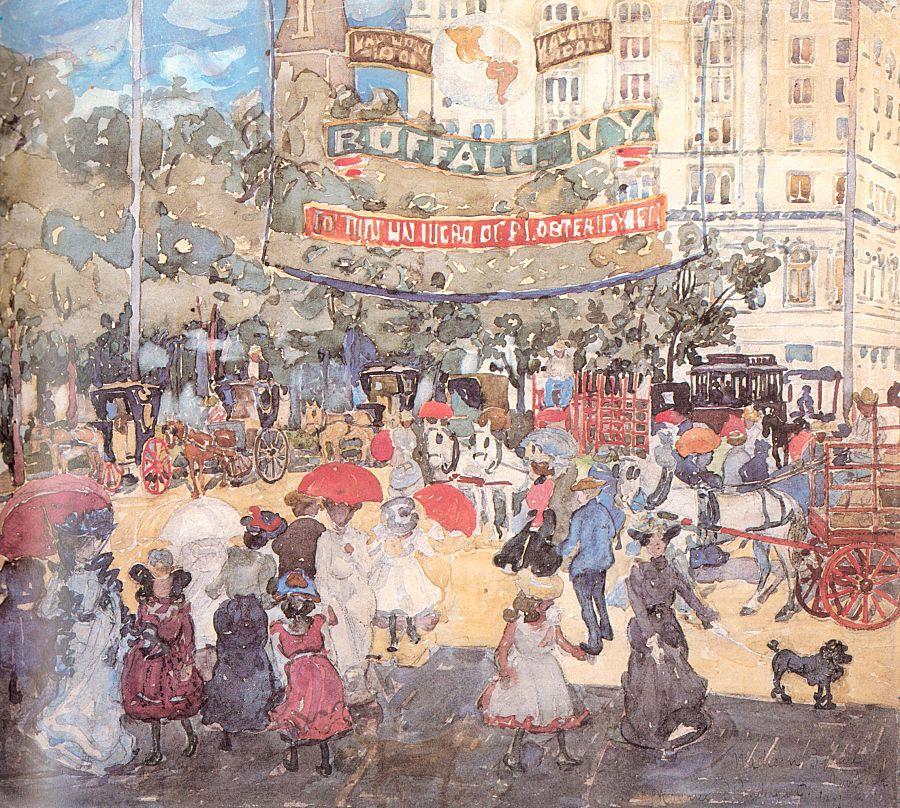
Madison Square (1901)
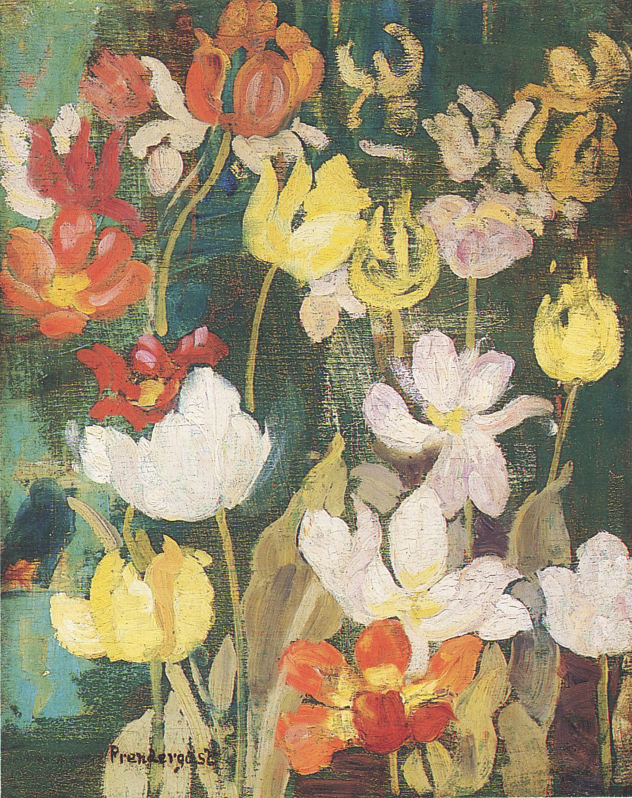
Spring Flowers (1904)
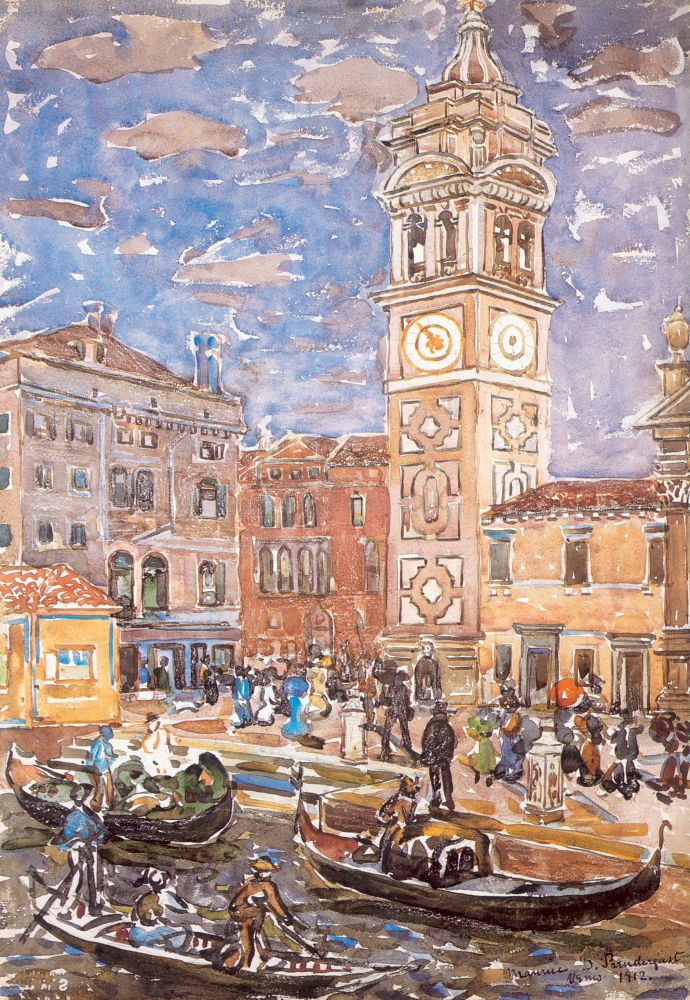
Santa Maria Formosa Venice (1911-12)
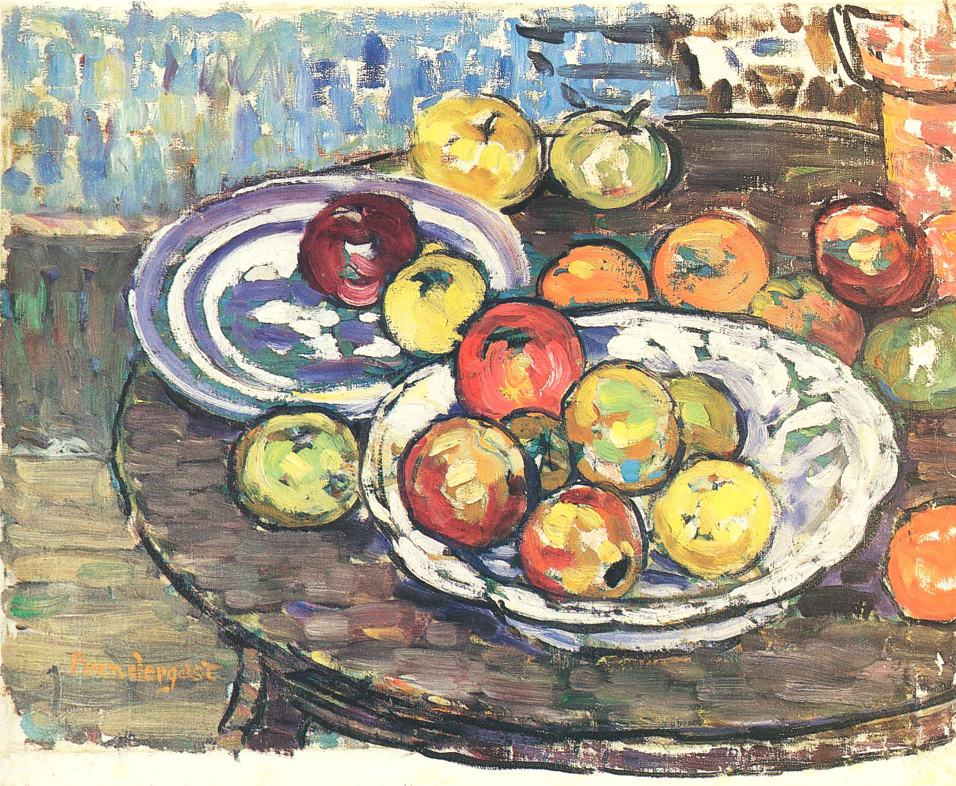
Still Life Apples Vase (1913-1915)
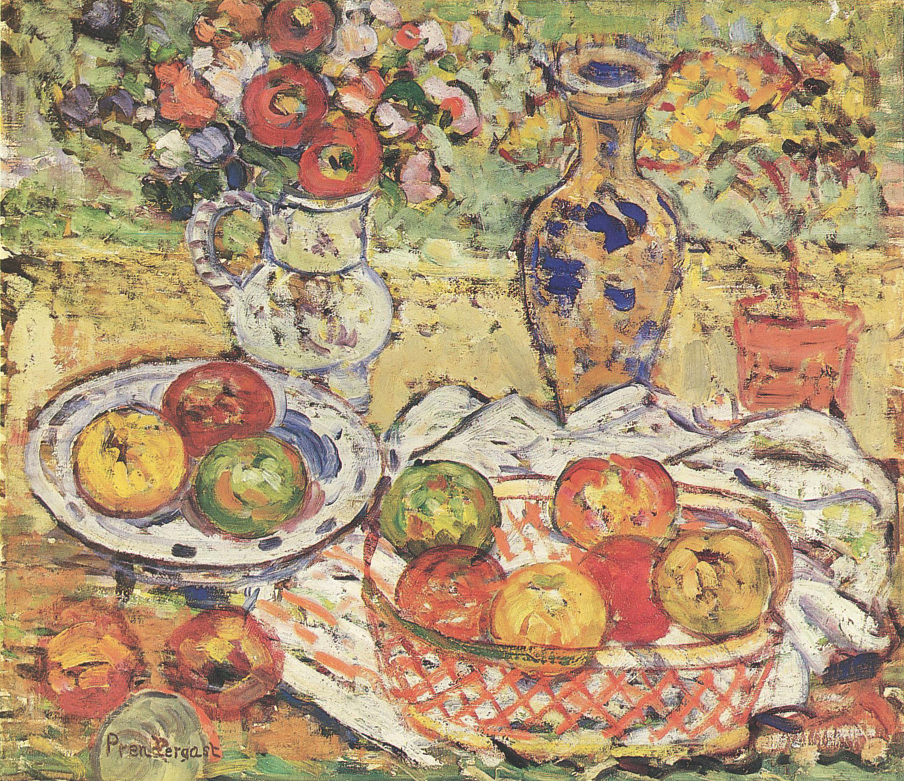
Still Life w Apples (1913-1915)
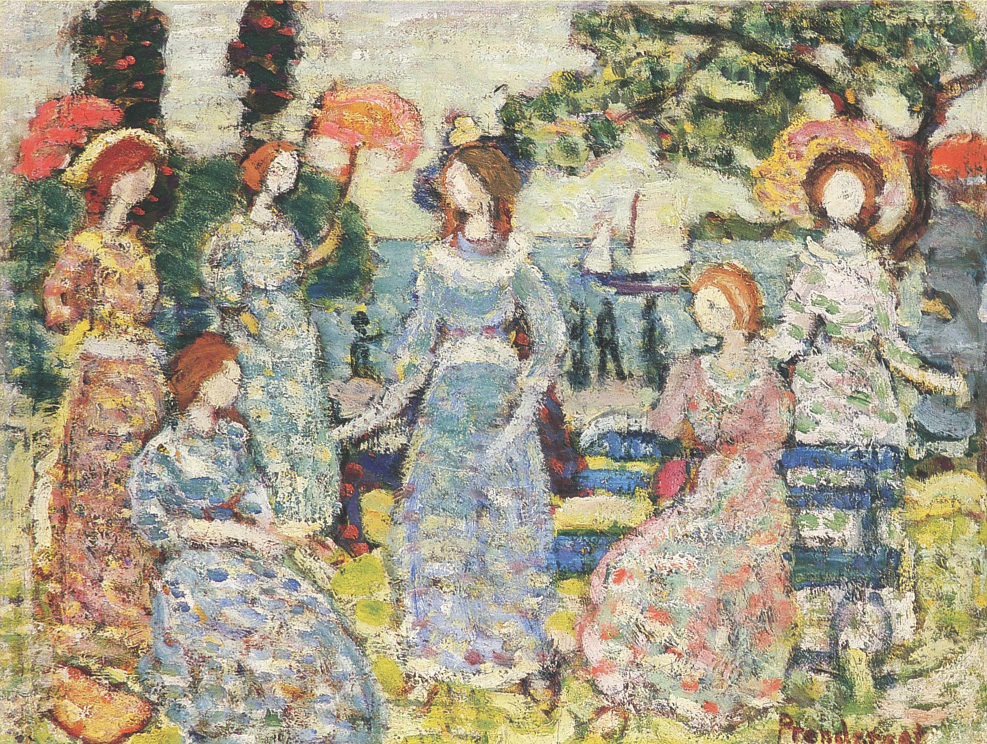
The Grove (1915)
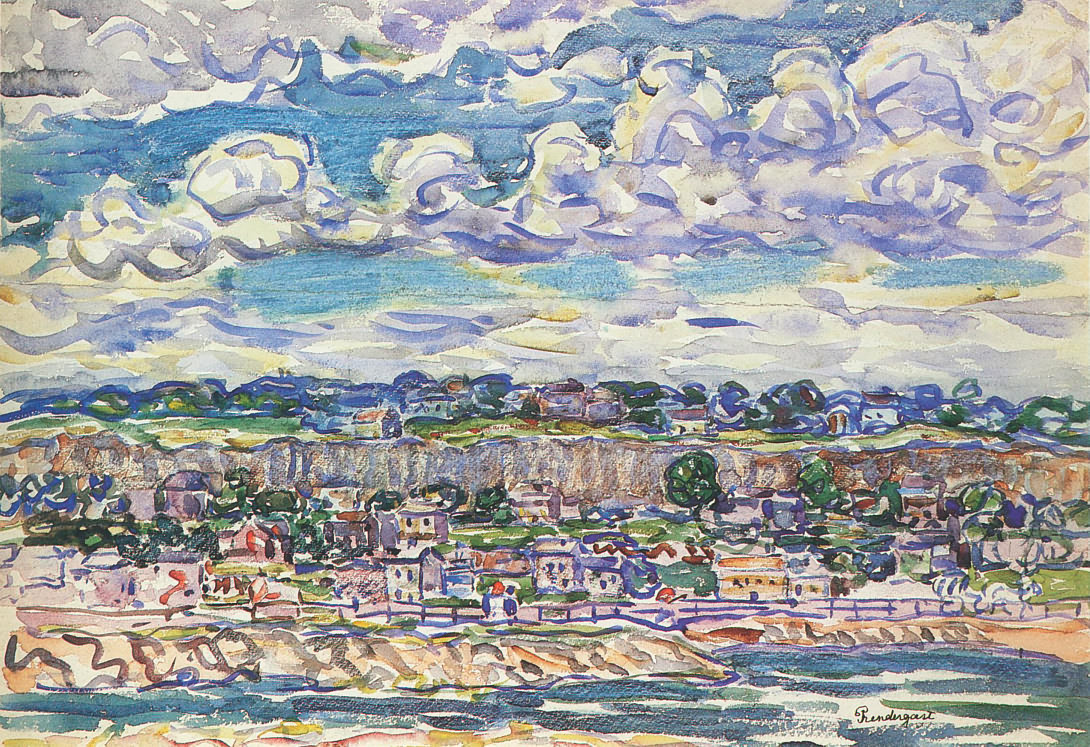
St. Malo (Unknown)
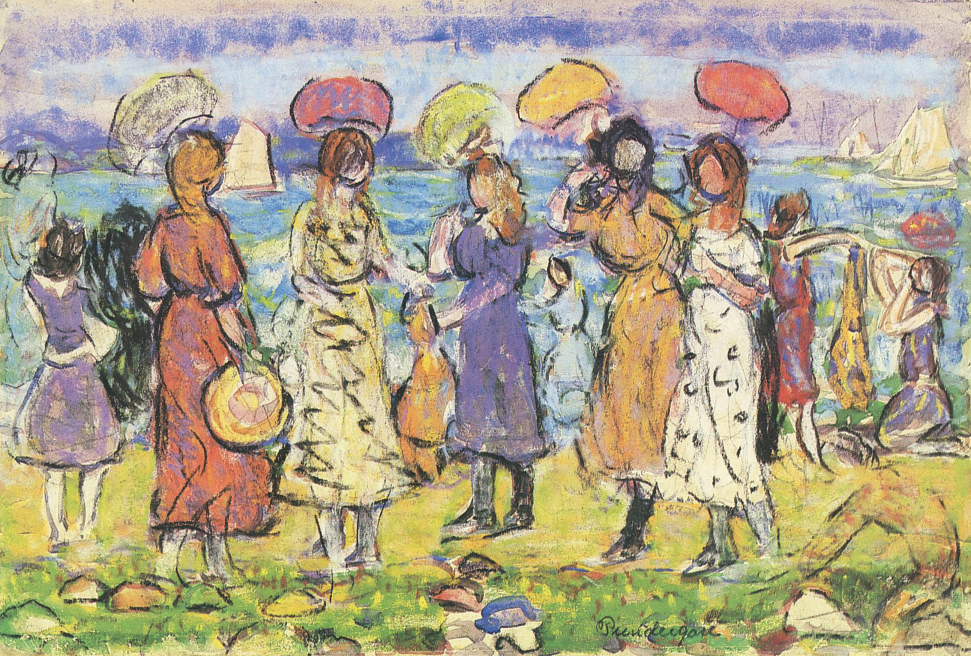
Sunny Day at the Beach (Unknown)
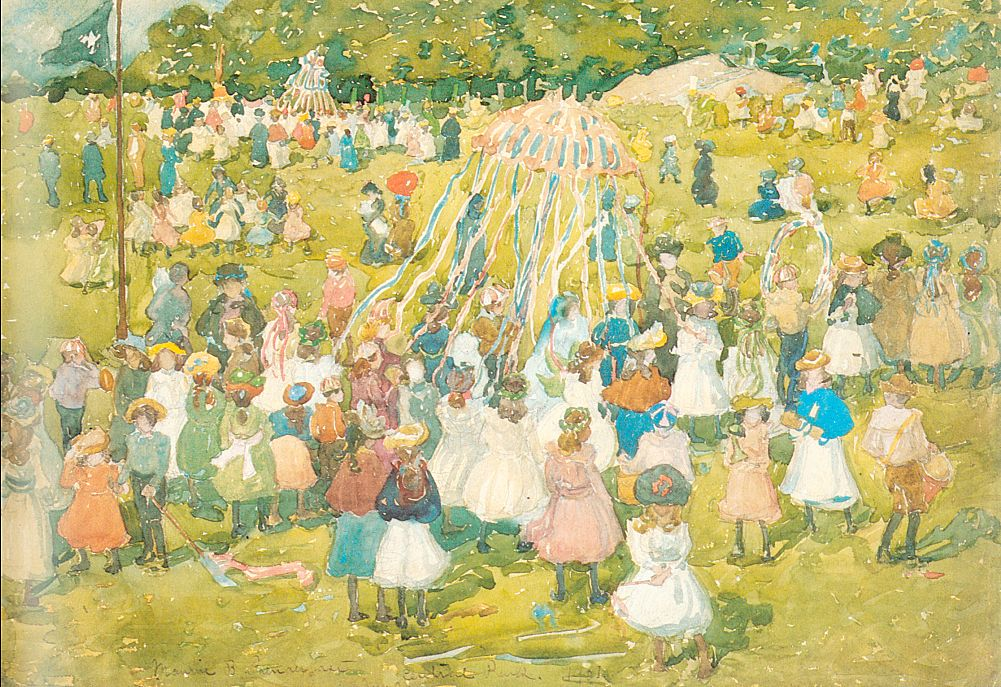
May Day Central Park (1901)
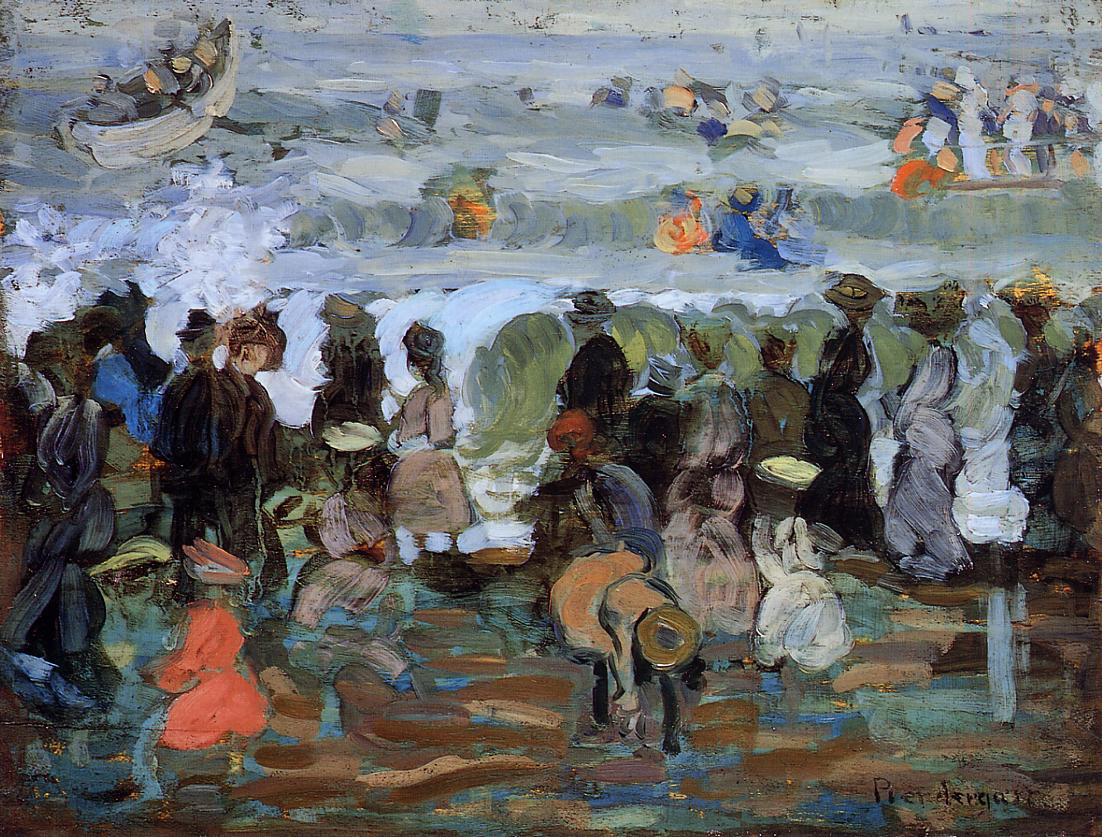
After the Storm (1902–1906)
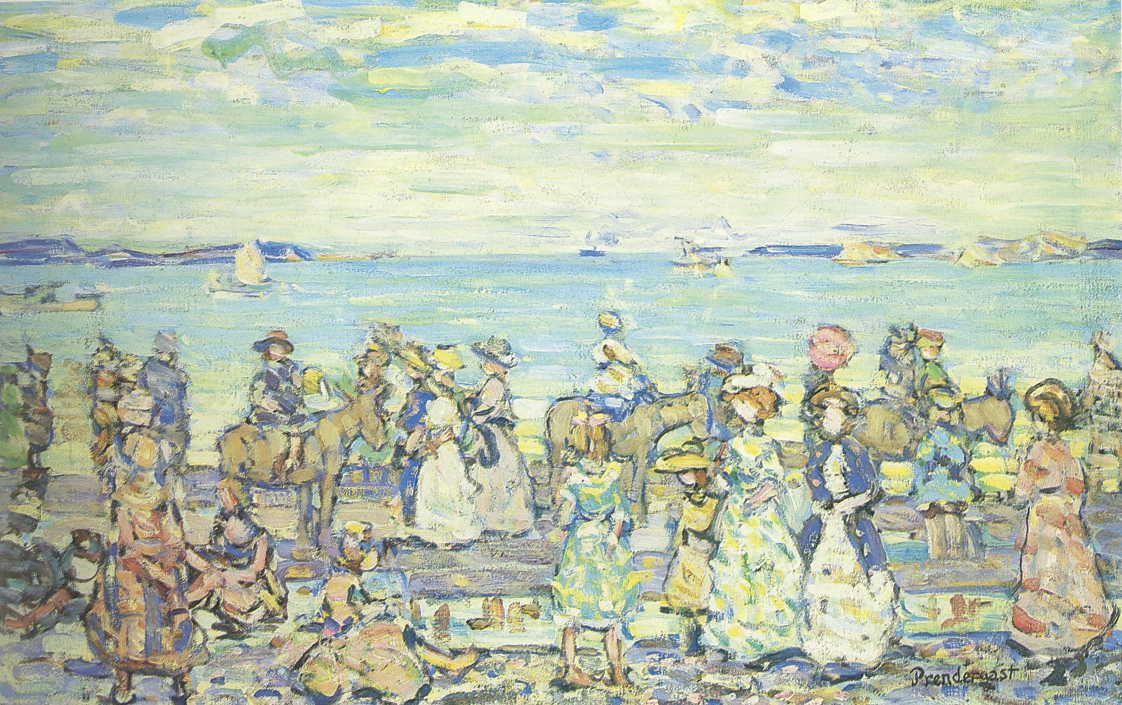
Opal Sea (1903-1910)
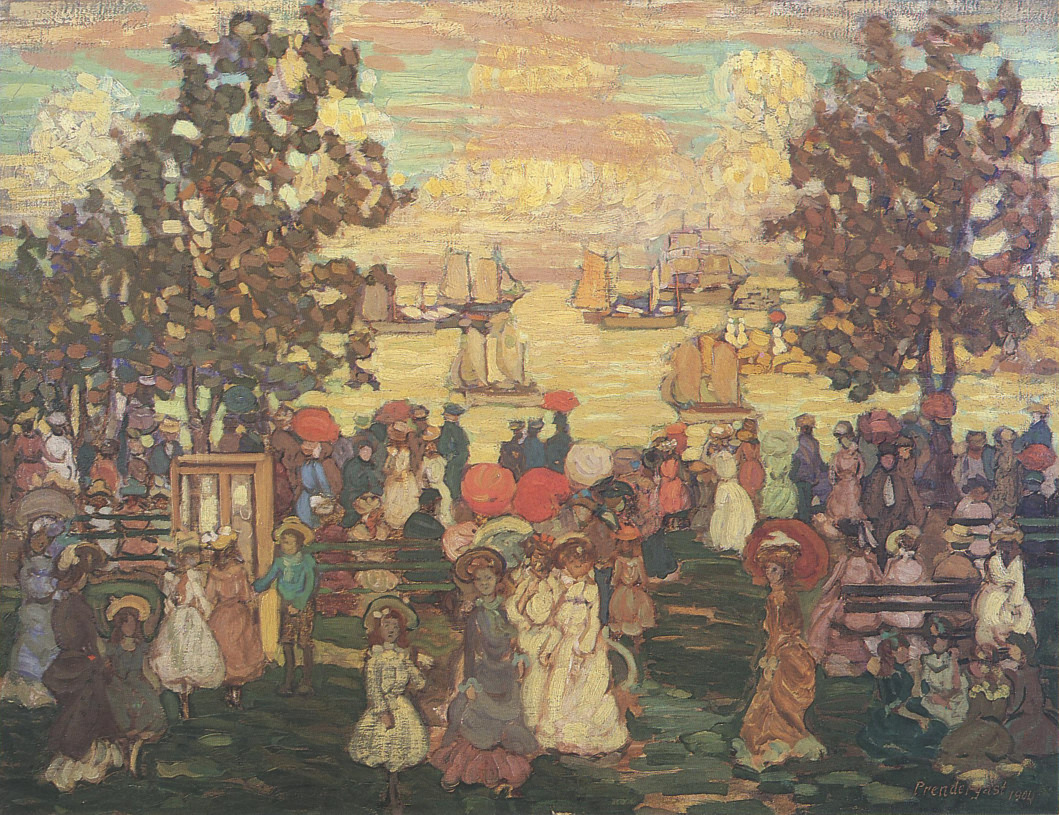
Salem Willows (1904)
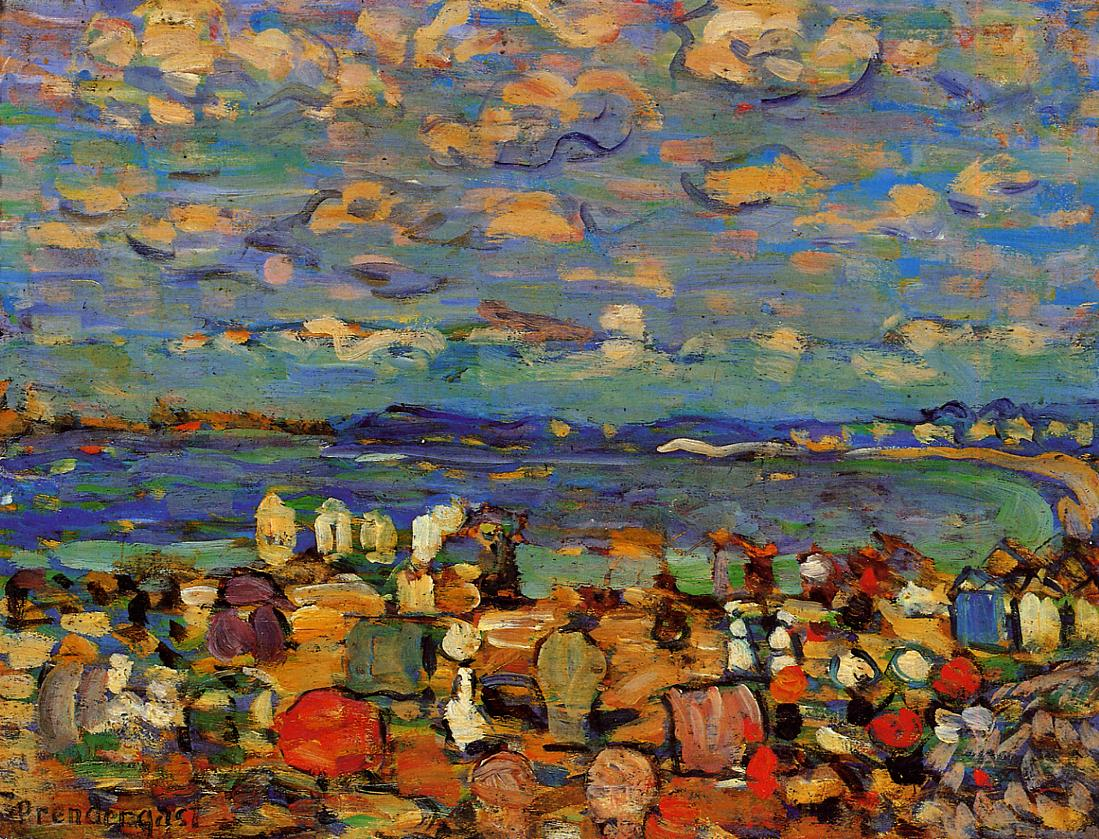
Crescent Beach (c. 1907)
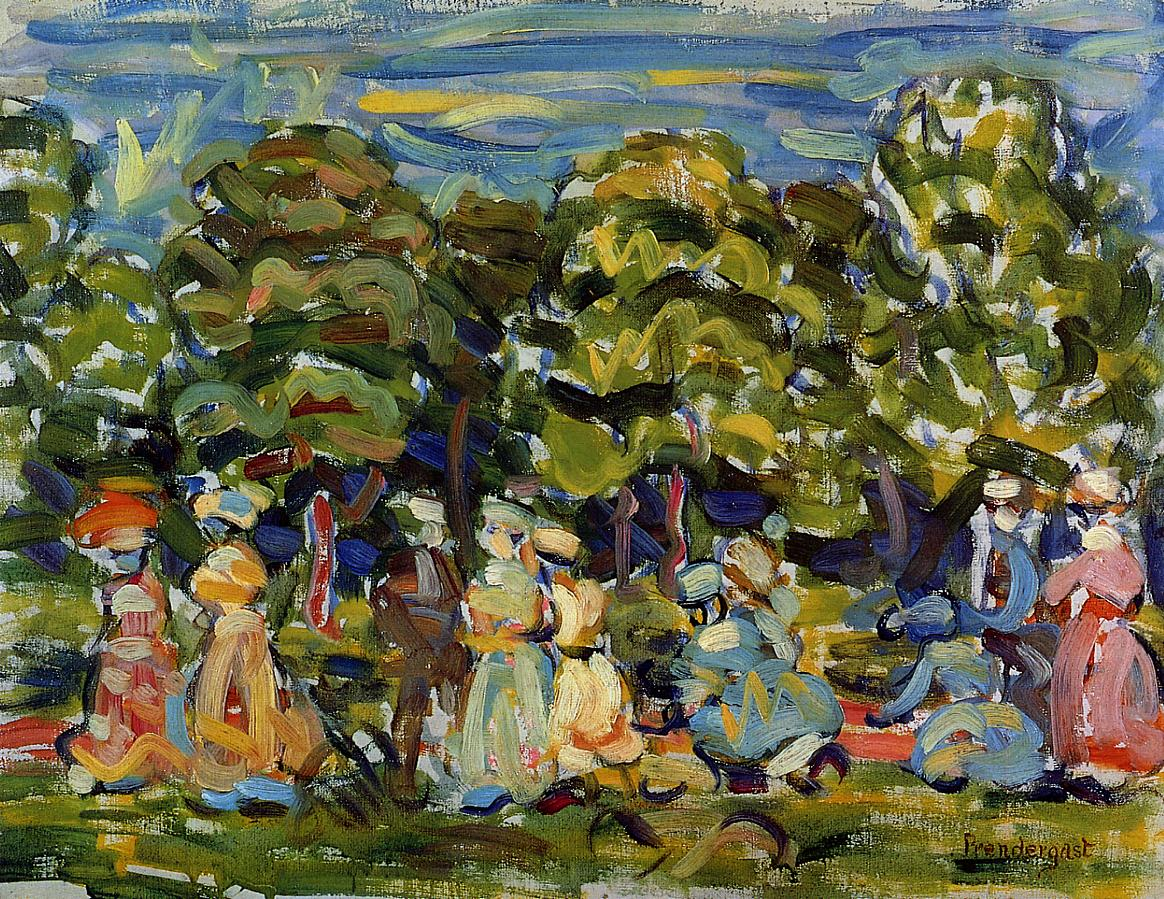
Summer in the Park (1907–1910)
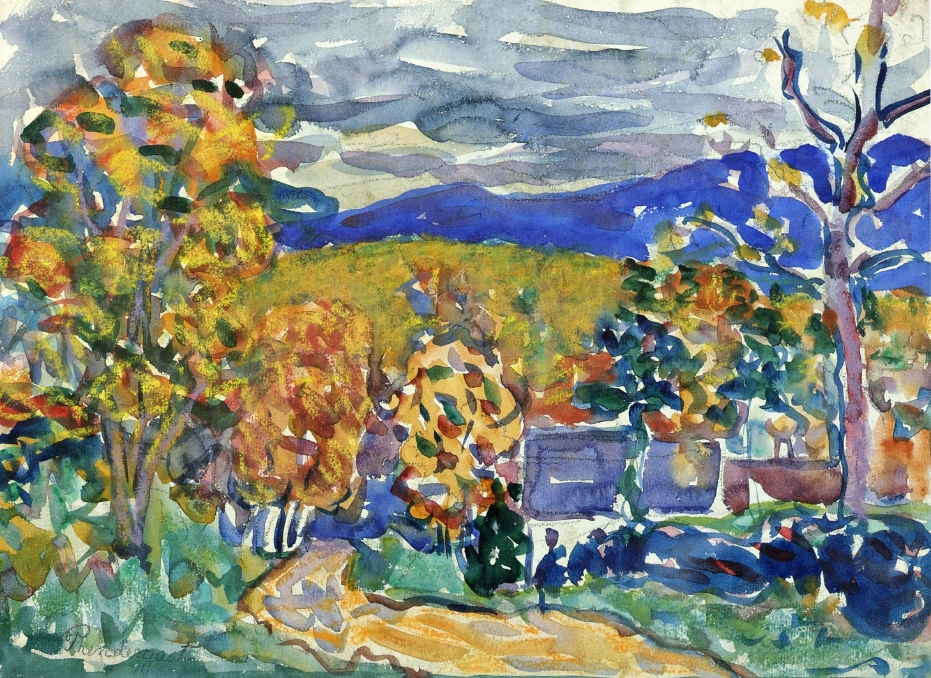
Autumn in New England (1910–1913)
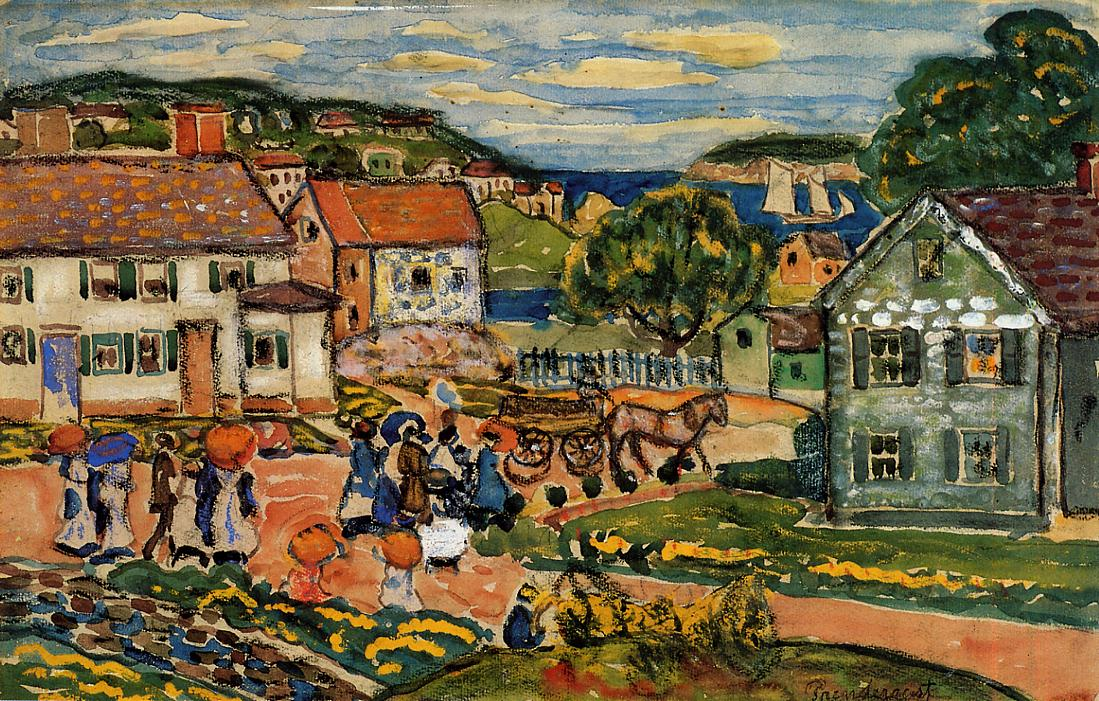
Marblehead (1914–1915)
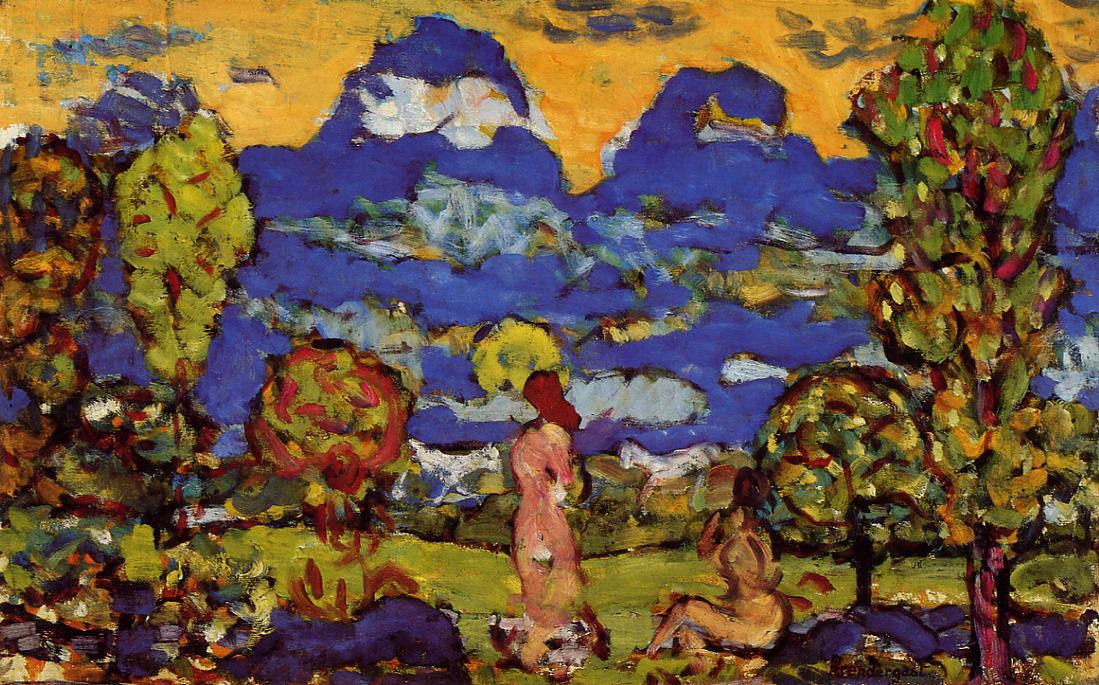
Blue Mountains (1914–1915)
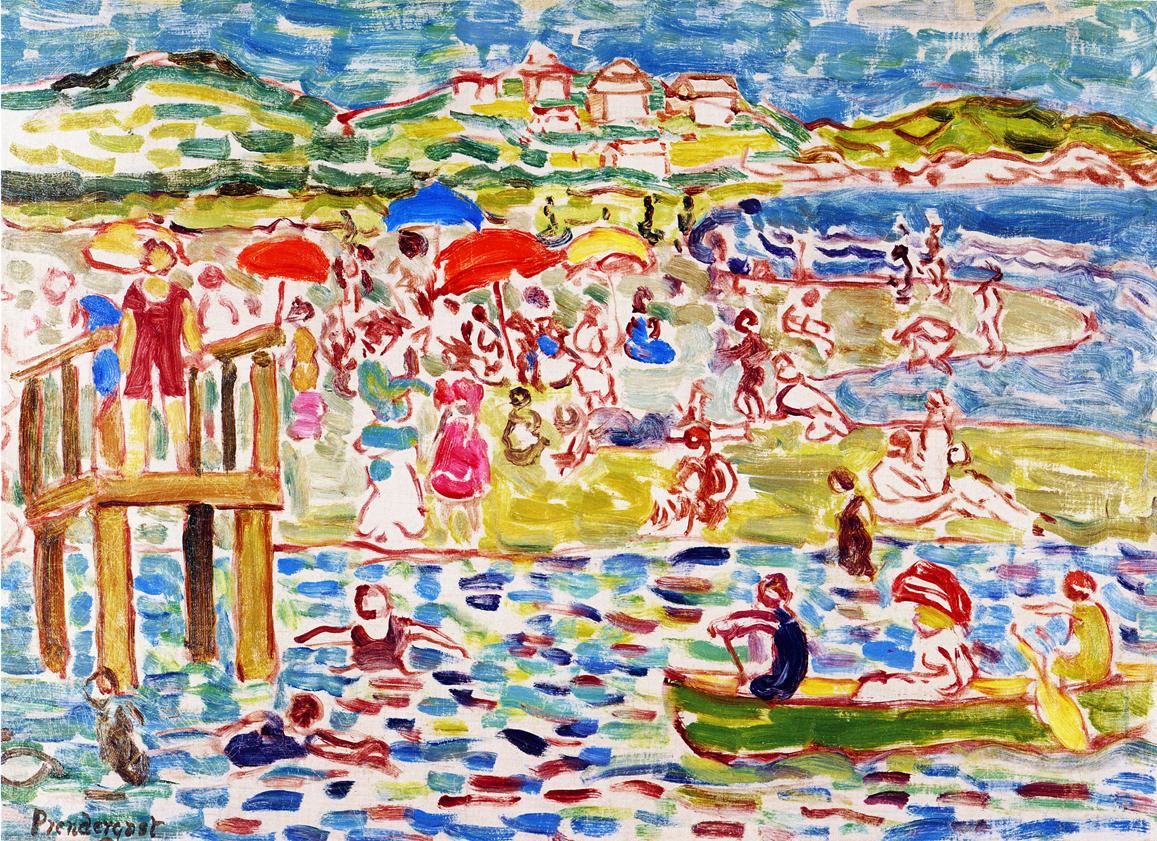
The Bathers (1918–1923)
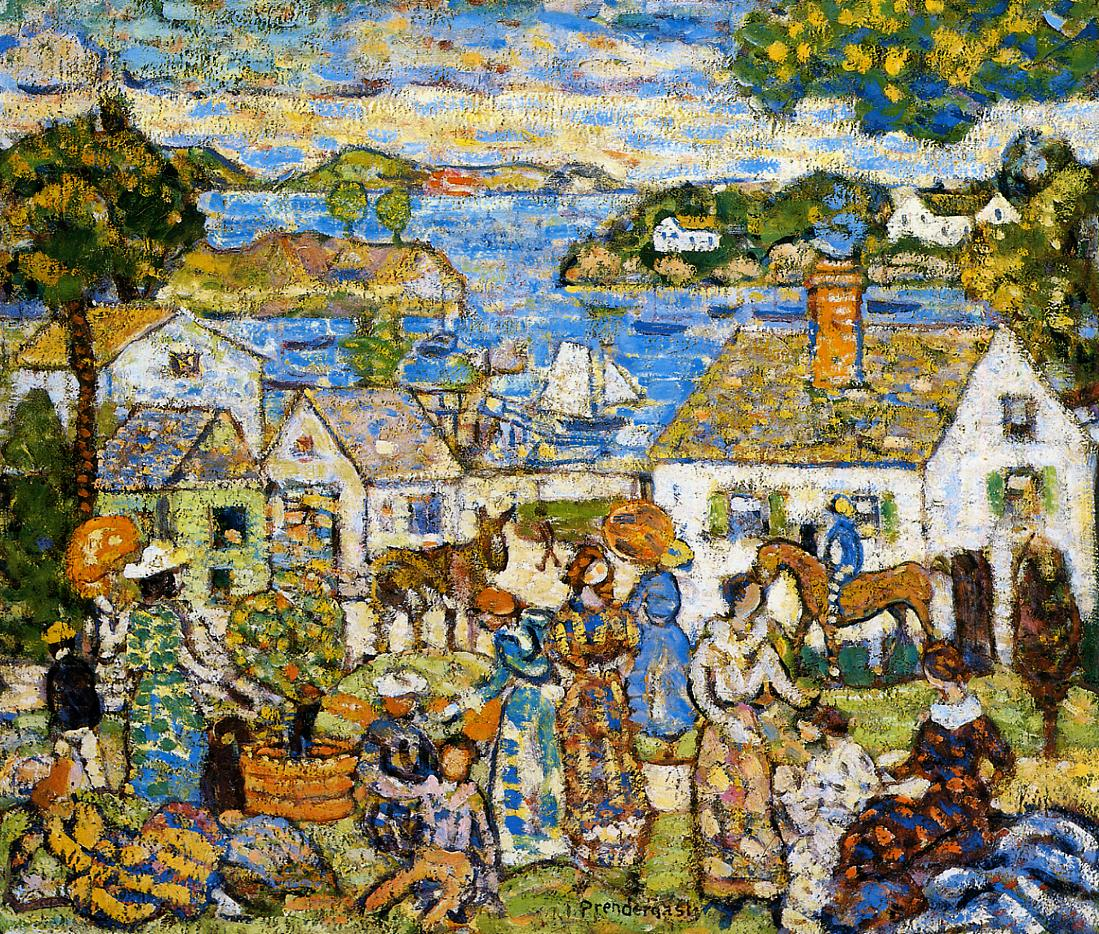
New England Harbor (1919–1923)